# Anglin
Pour les articles homonymes, voir Anglin (homonymie).
L'Anglin est un cours d'eau français, qui coule dans les départements de la Creuse, de l'Indre et de la Vienne, en régions Centre-Val de Loire et Nouvelle-Aquitaine.
C'est un affluent de la Gartempe, donc un sous-affluent de la Loire par la Creuse et la Vienne.

## Géographie

### Cours
Le cours d'eau a une longueur de 91,06 km.
Il prend sa source dans le département de la Creuse à 370 m d'altitude, aux pieds des monts de la Marche, sur le territoire de la commune d'Azerables, puis s'écoule vers le nord-ouest.
Son confluent avec la Gartempe se situe dans le département de la Vienne, à 65 m d'altitude, sur le territoire de la commune d'Angles-sur-l'Anglin,.

Le confluent avec la Gartempe
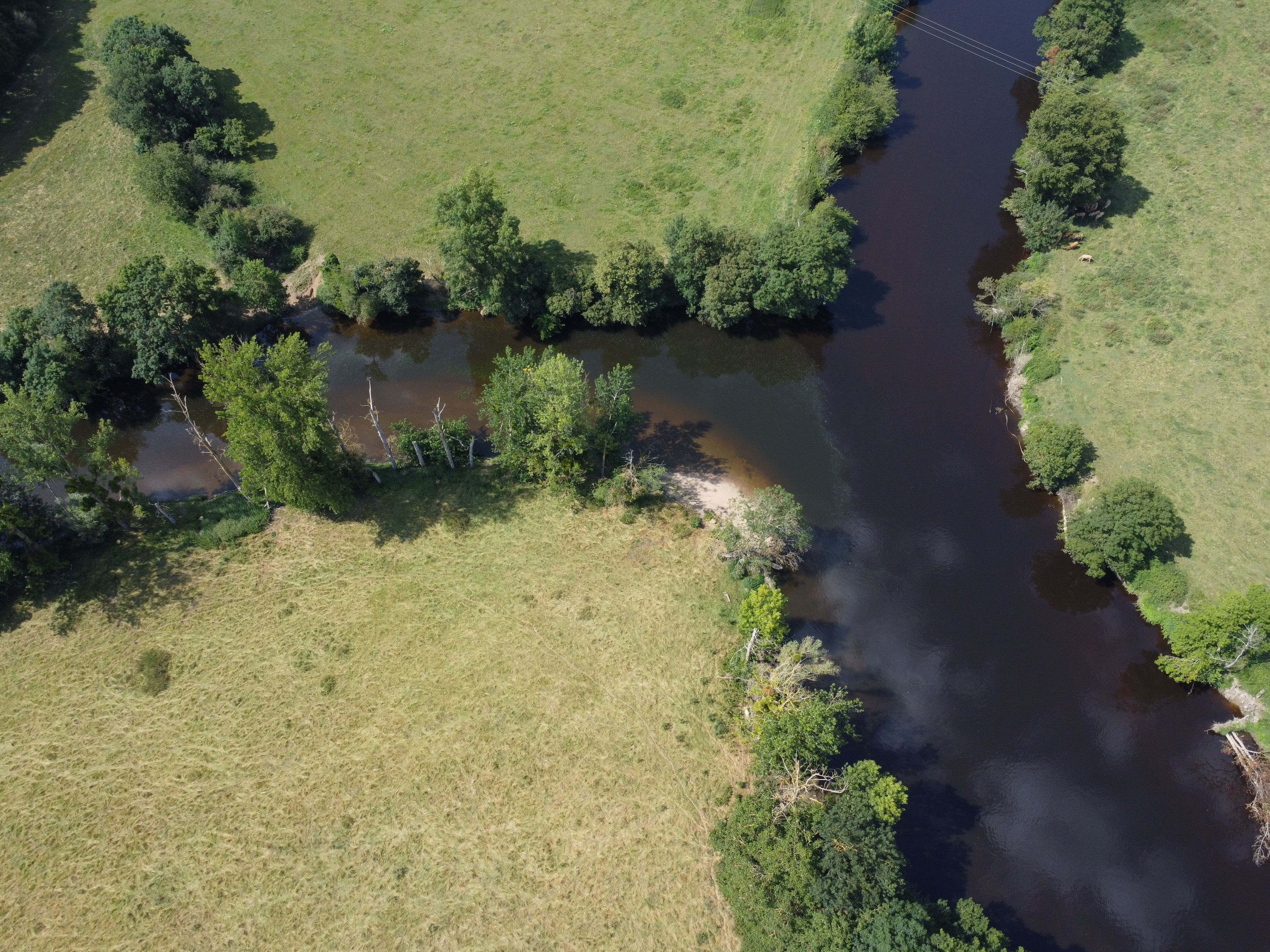
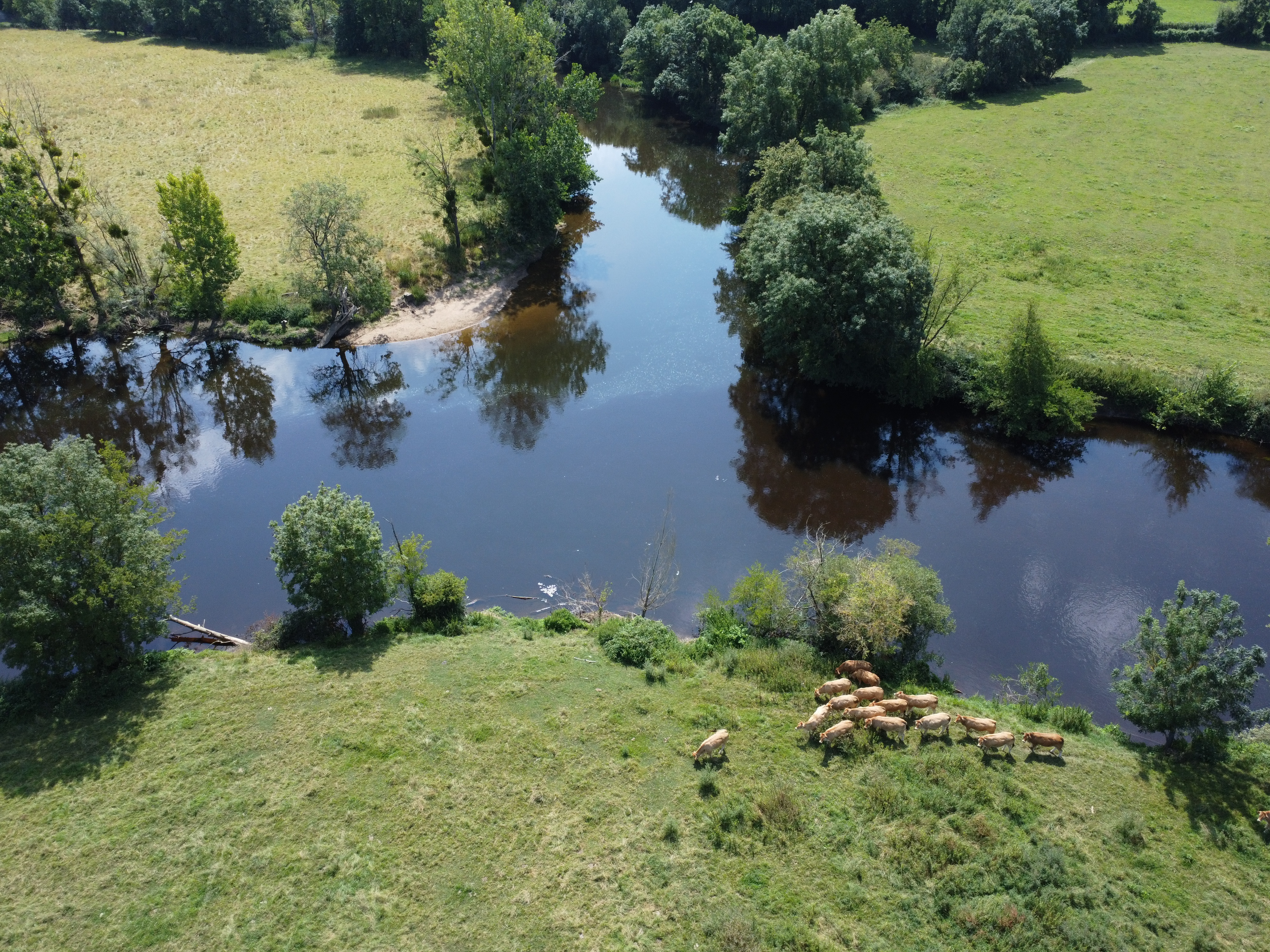
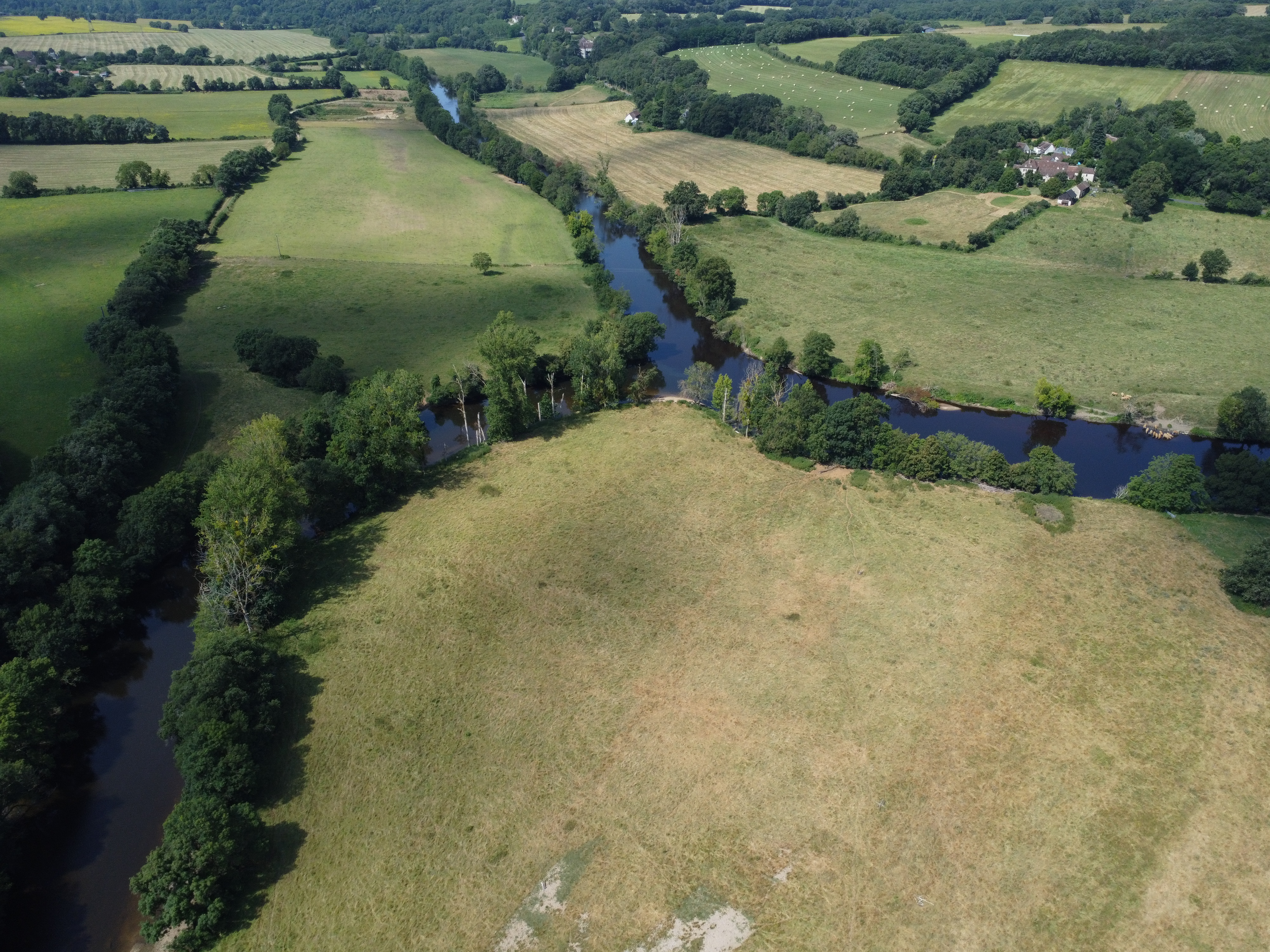
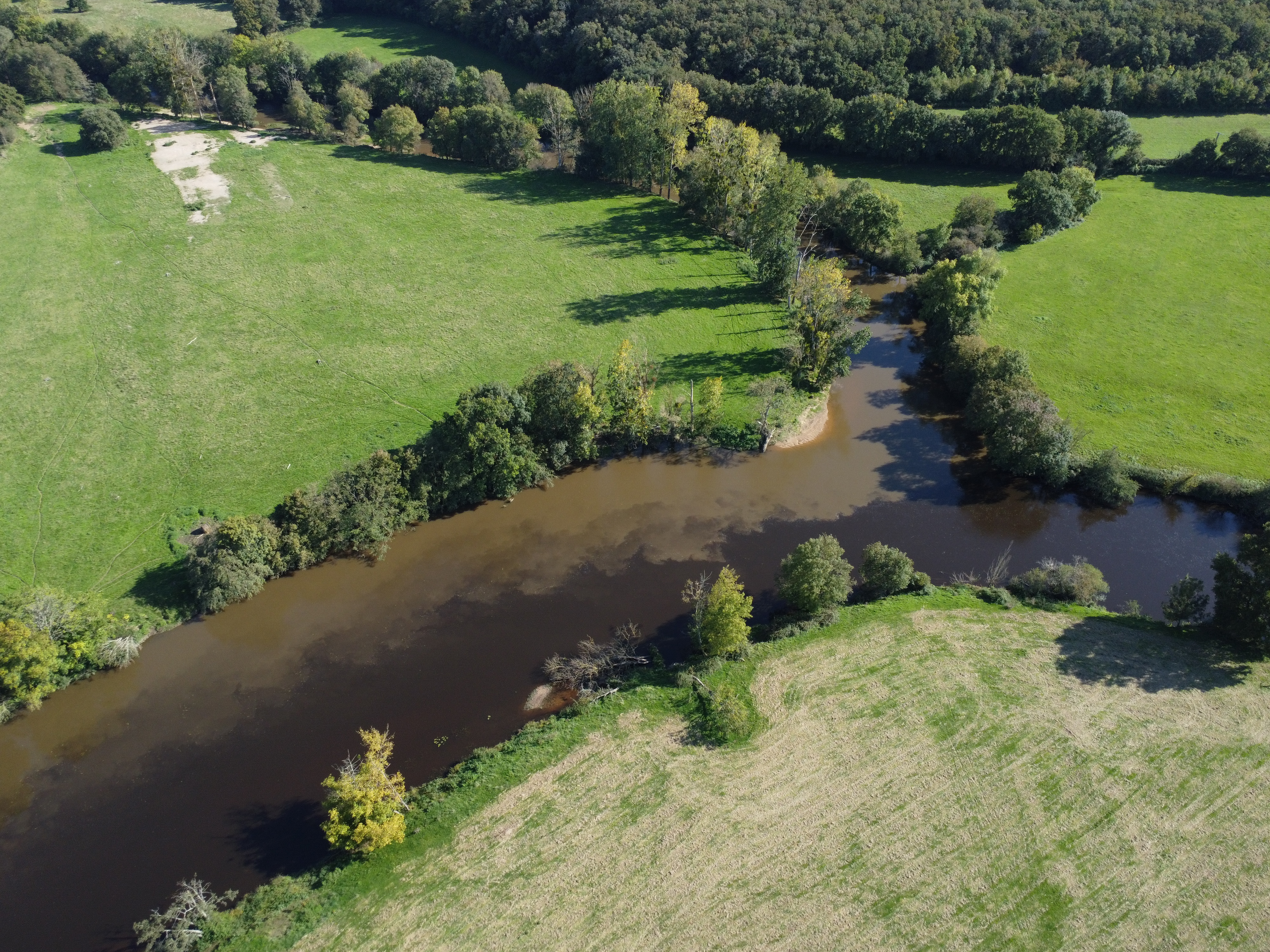

### Départements et communes traversés
La rivière traverse dix-sept communes situées dans les départements de la Creuse, de l'Indre, et de la Vienne,.
| Département de la Creuse |
| ------------------------ |
| Azerables                |

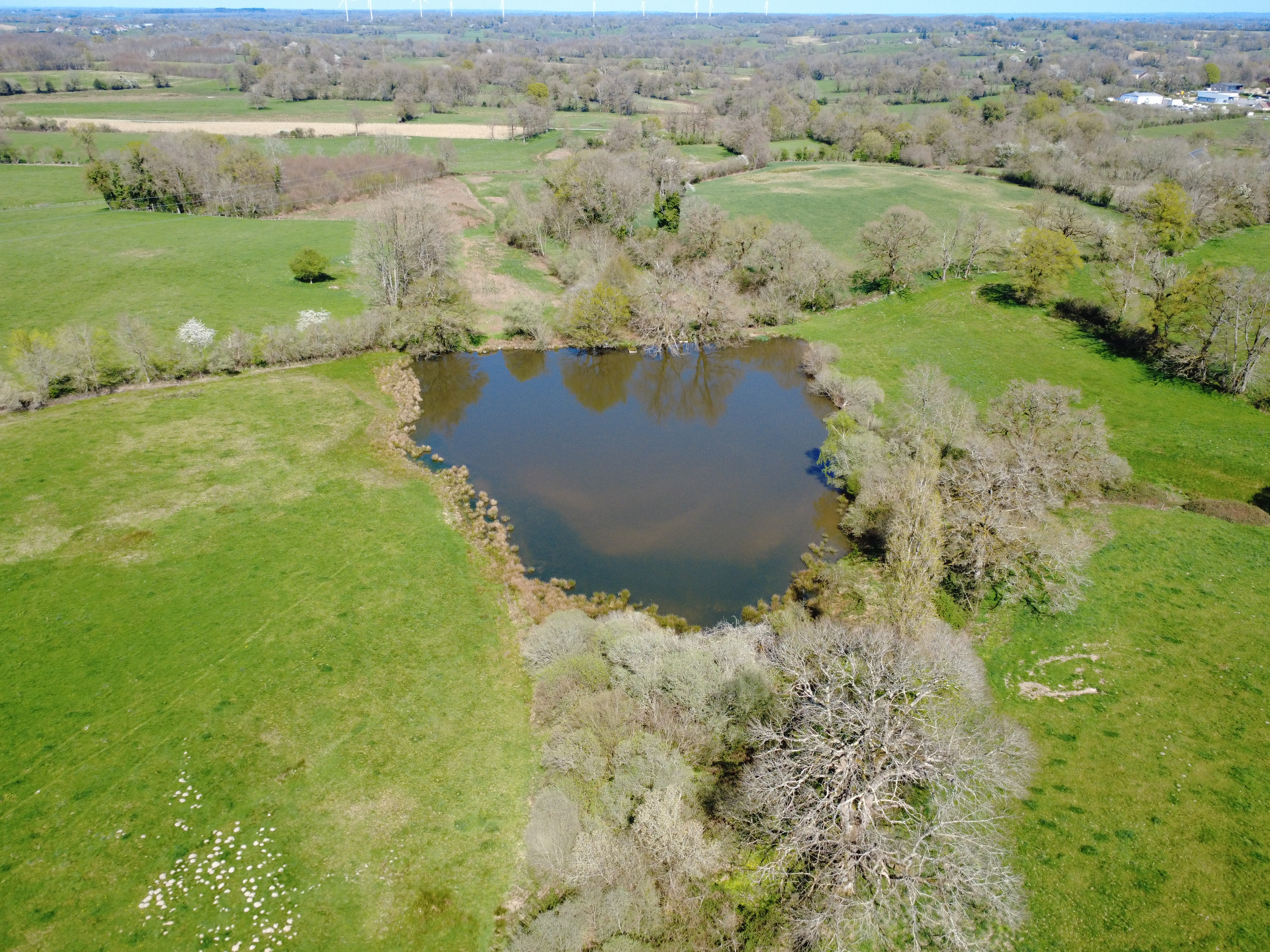
Azerables.
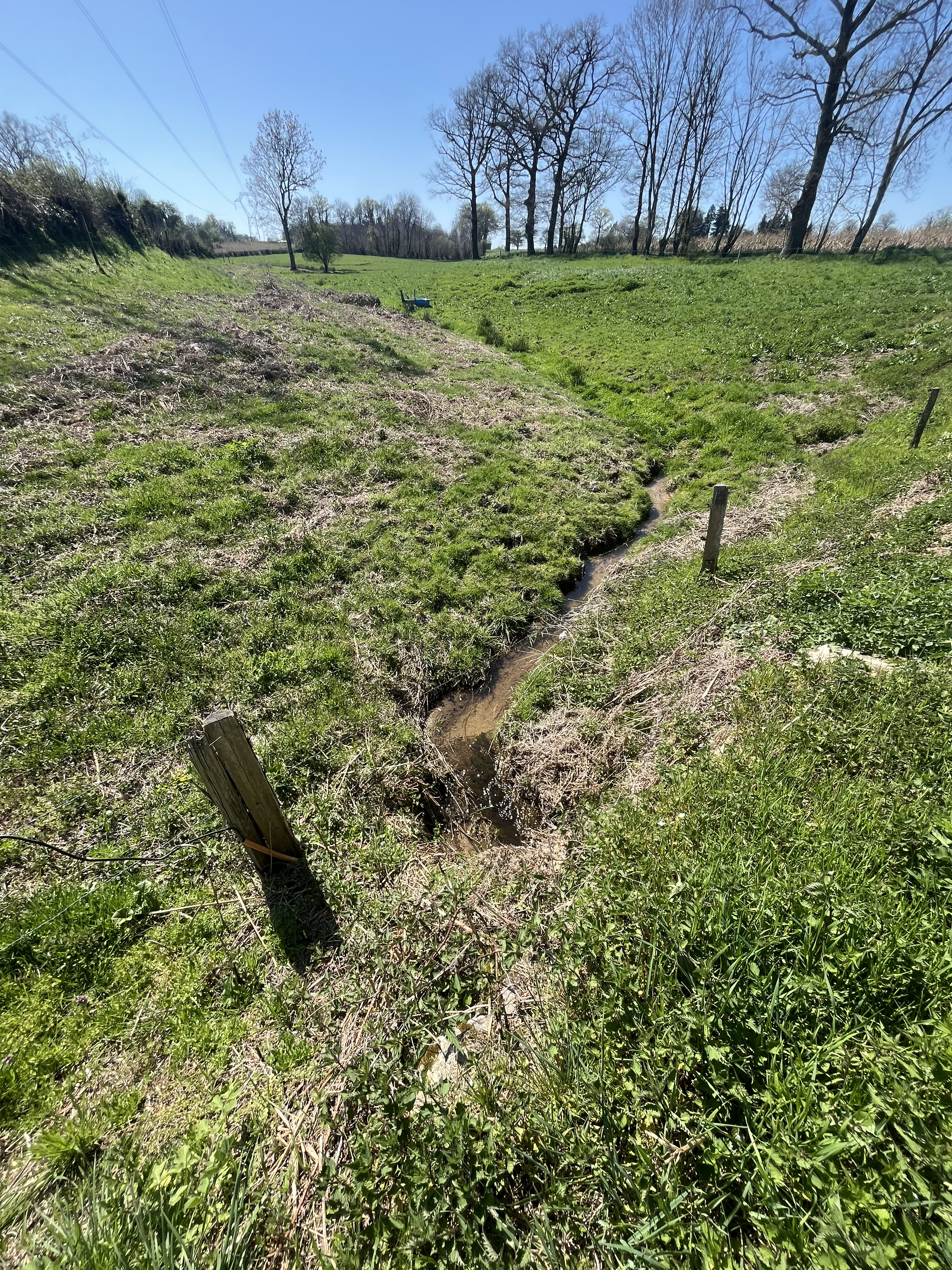
Azerables.

| Département de l'Indre |
| --- |
| Bélâbre, Chaillac, Chalais, La Châtre-Langlin, Concremiers, Dunet, Ingrandes, Lignac, Lurais, Mauvières, Mérigny, Mouhet, Prissac et Saint-Hilaire-sur-Benaize |

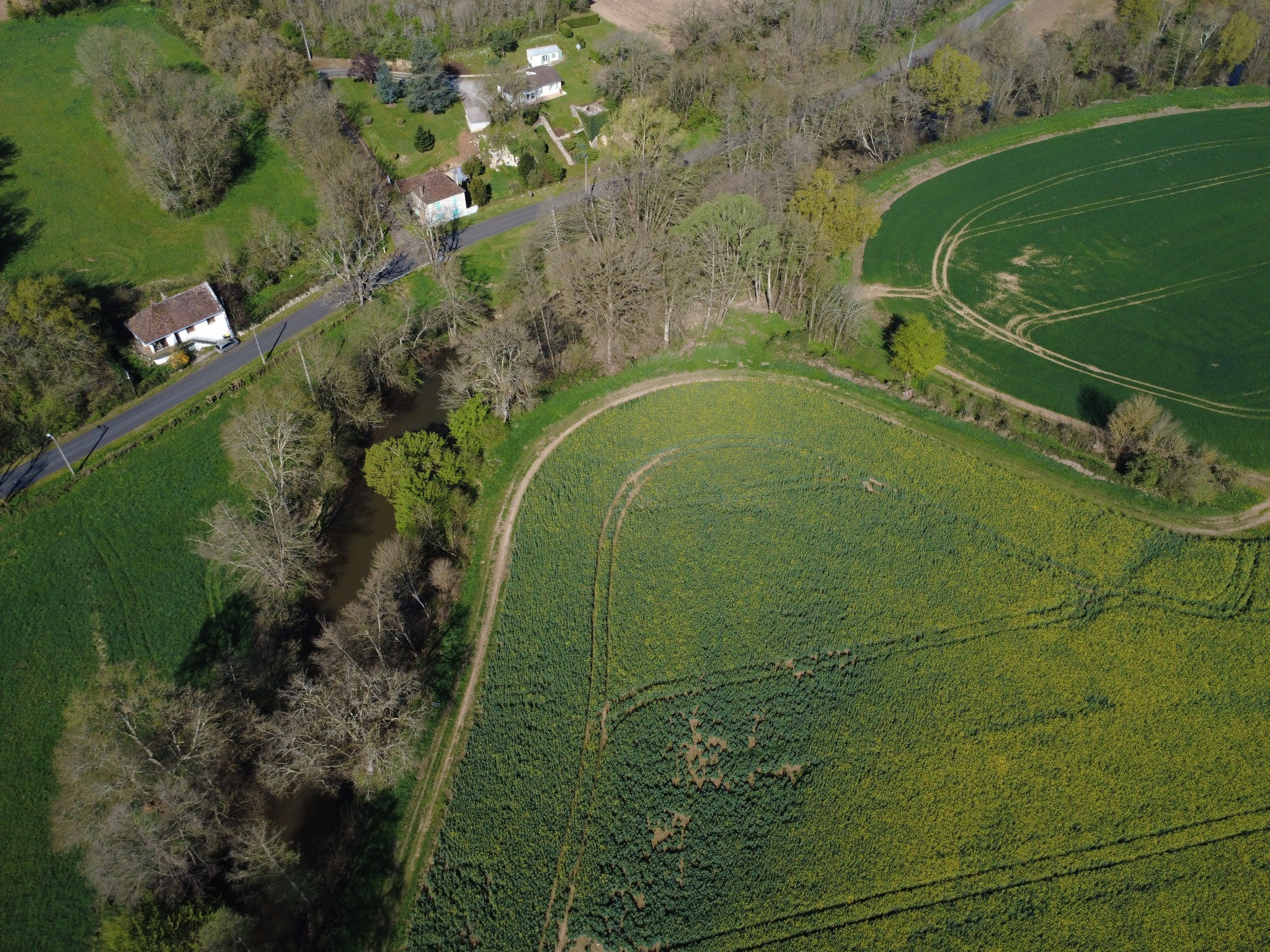
Bélâbre.
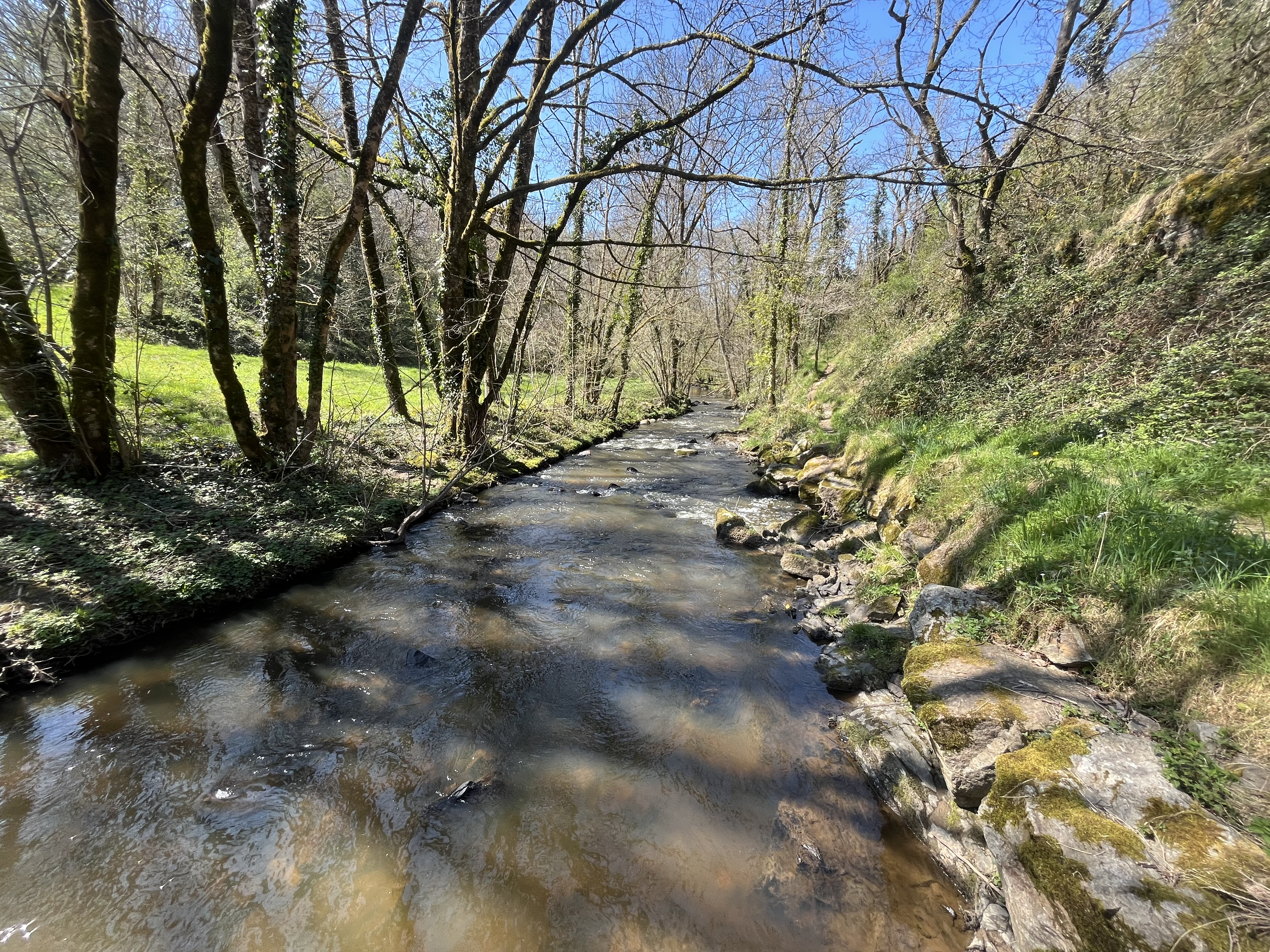
Chaillac.
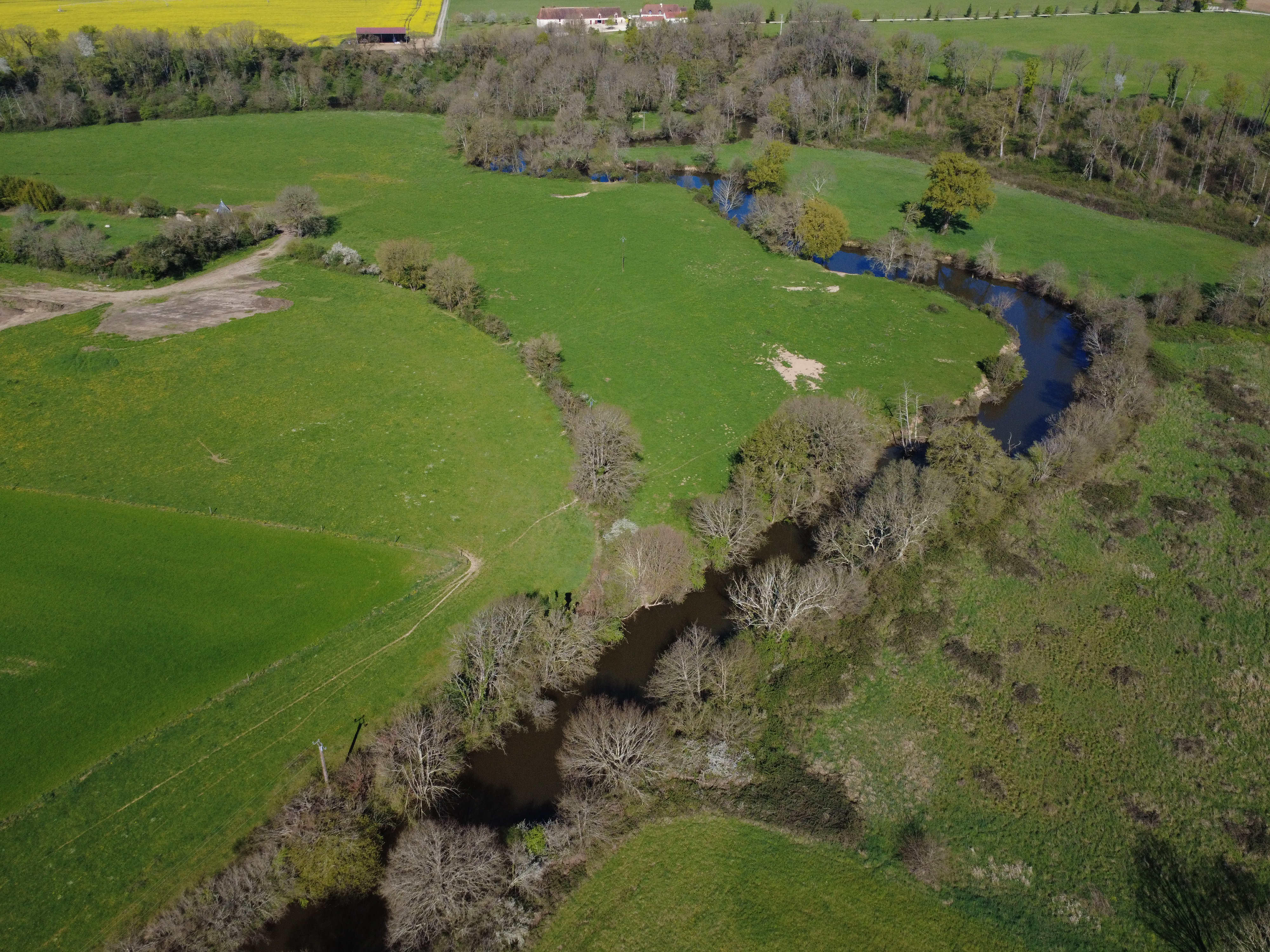
Chalais.
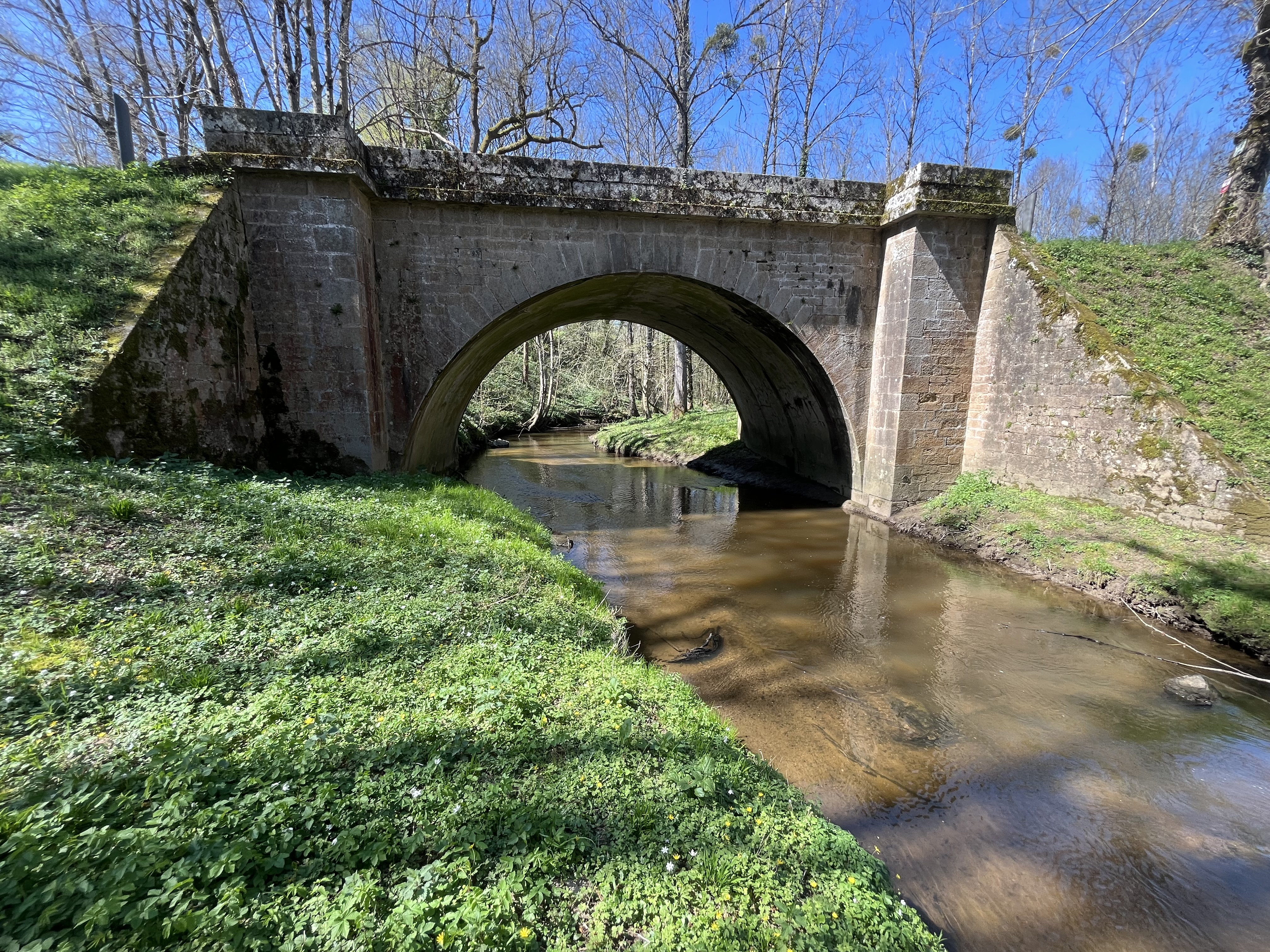
La Châtre-Langlin.
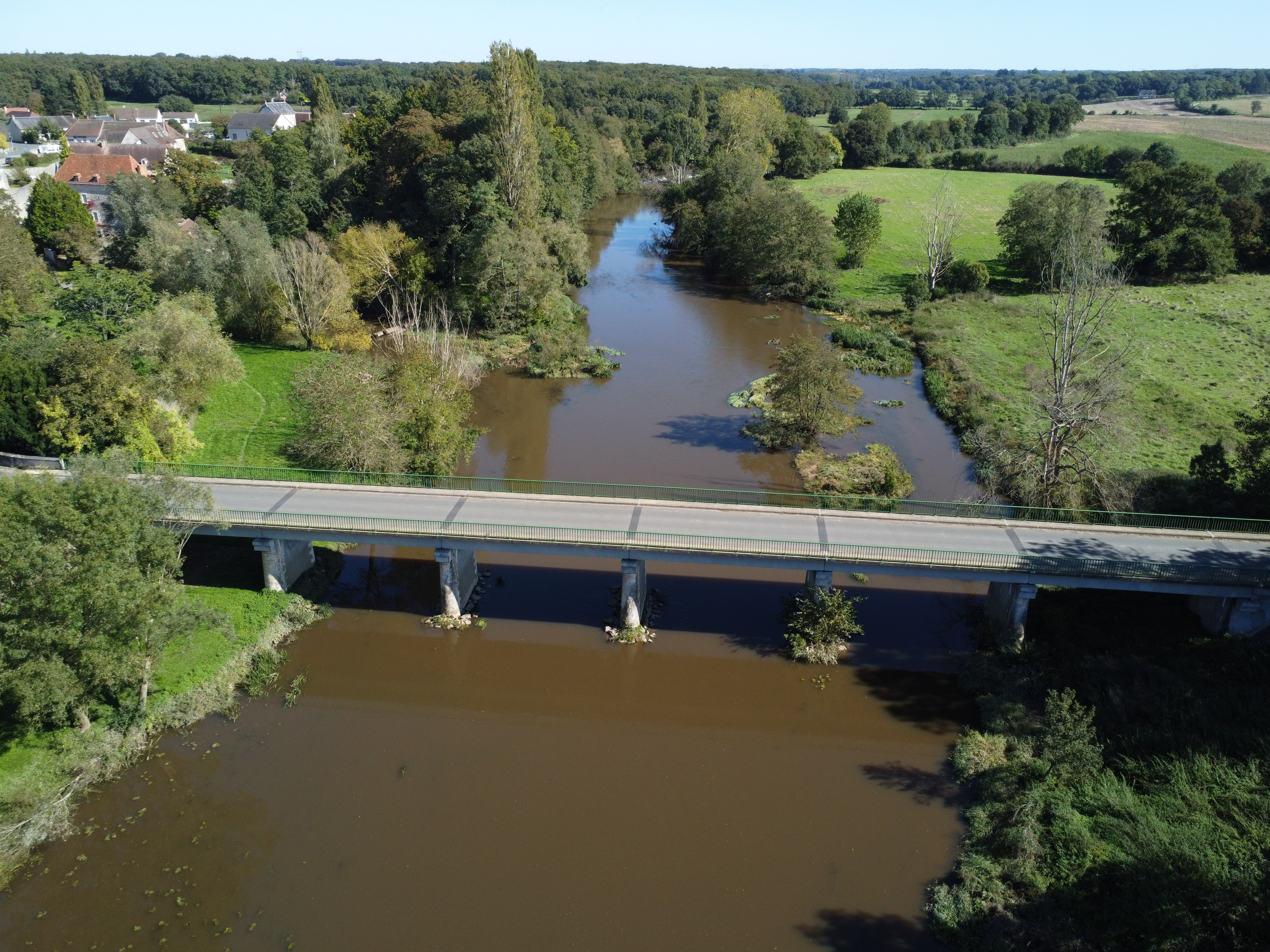
Concremiers.
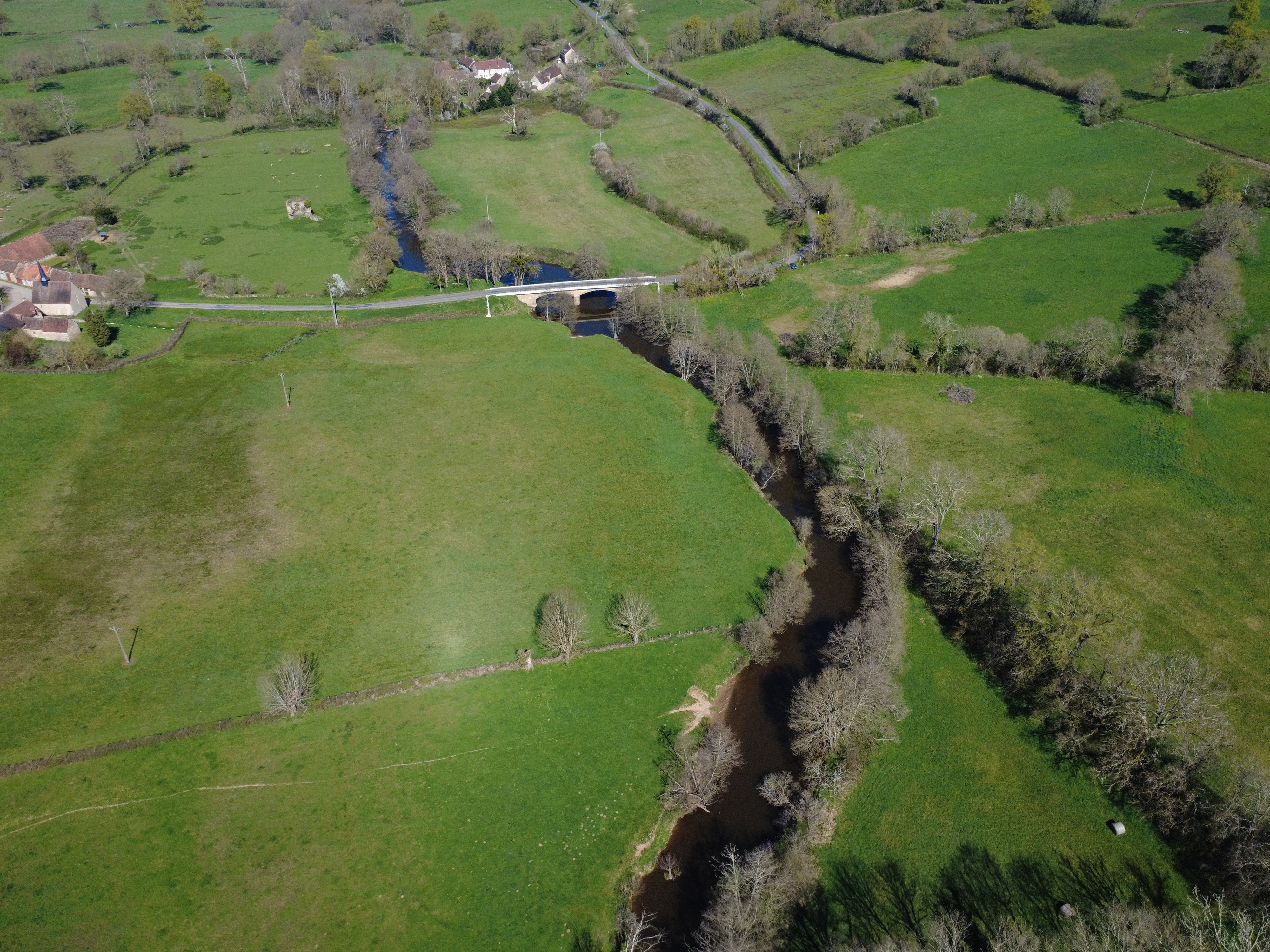
Dunet.

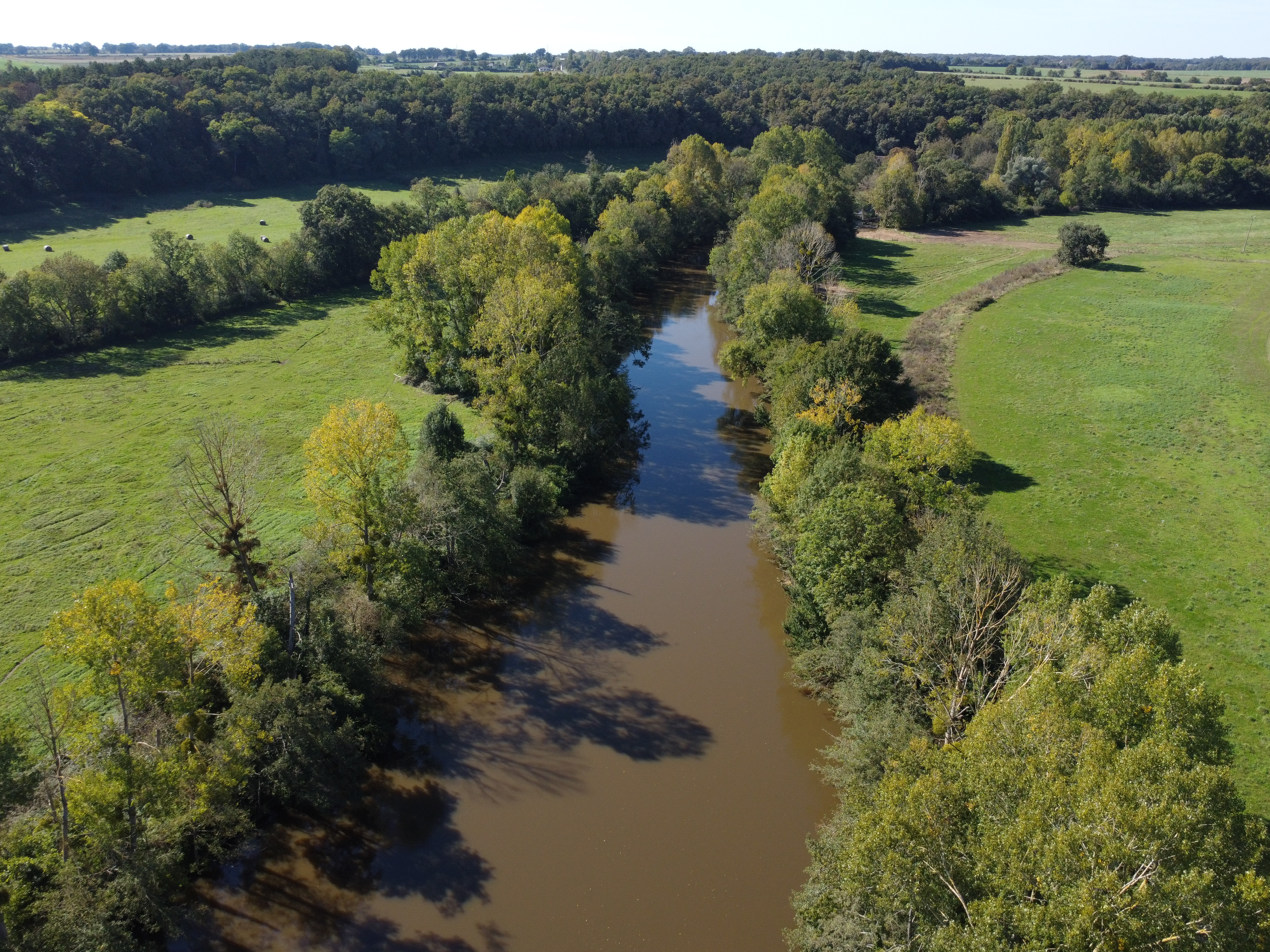
Ingrandes.
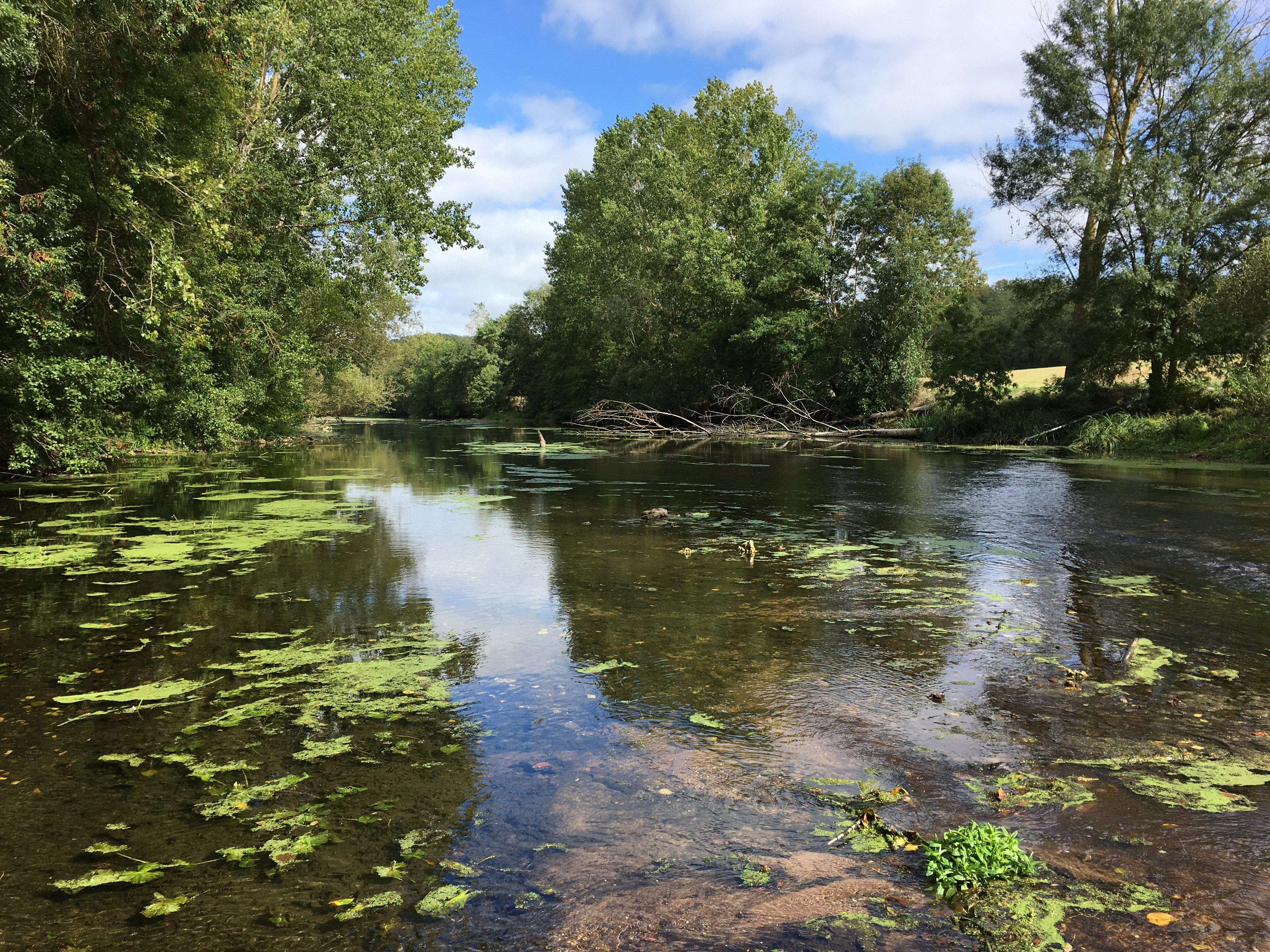
Lurais.
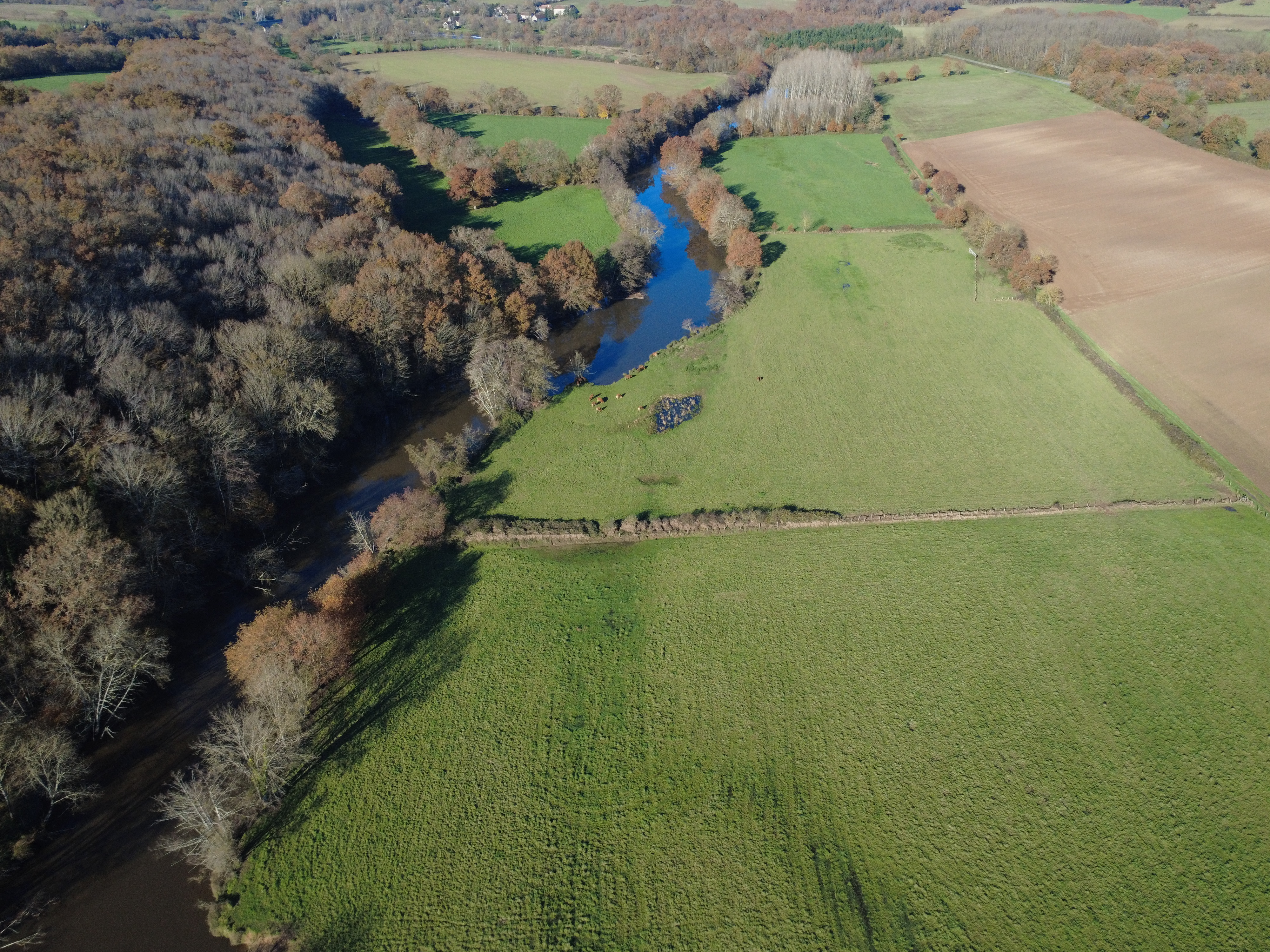
Mauvières.
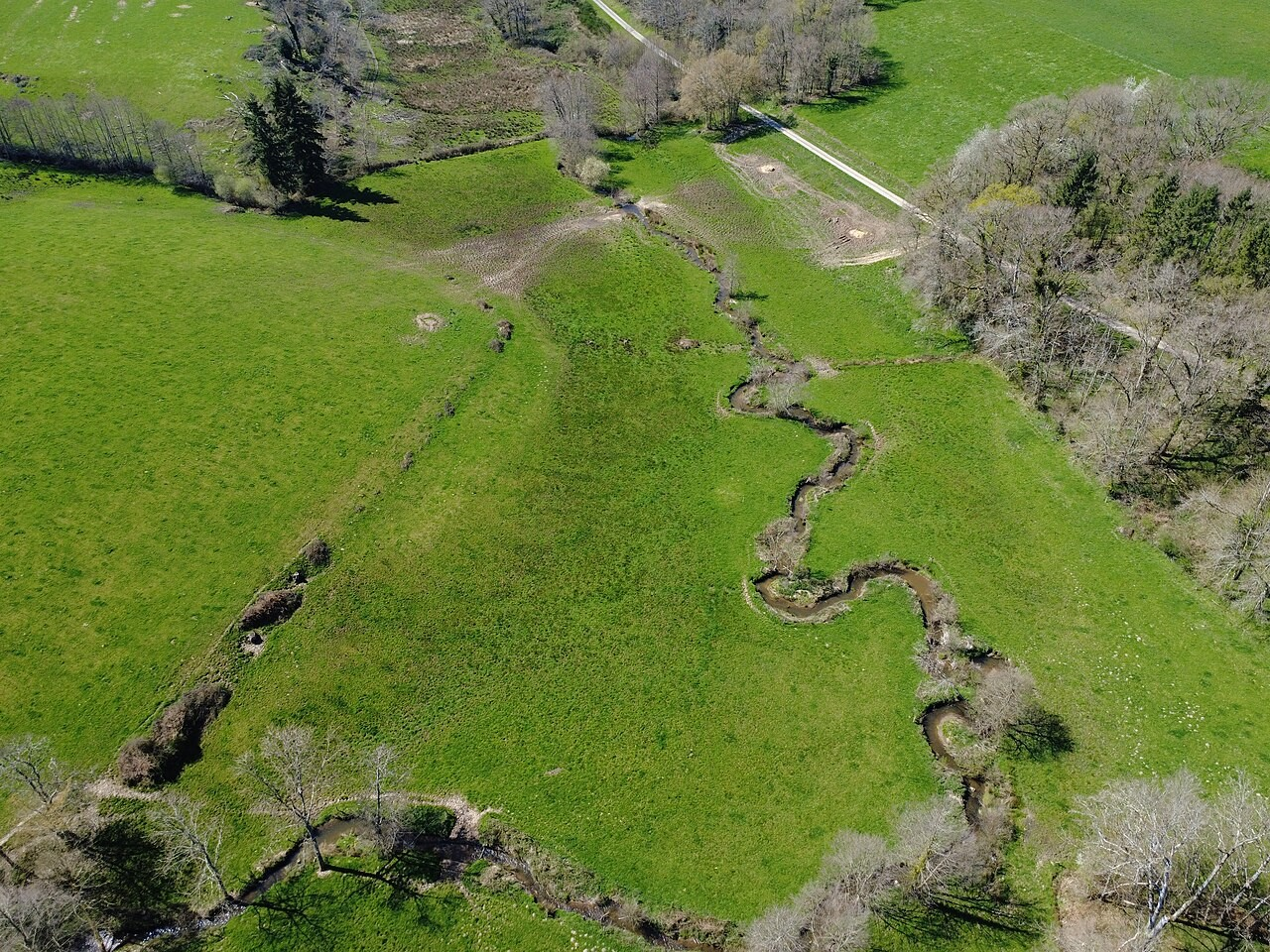
Mouhet.
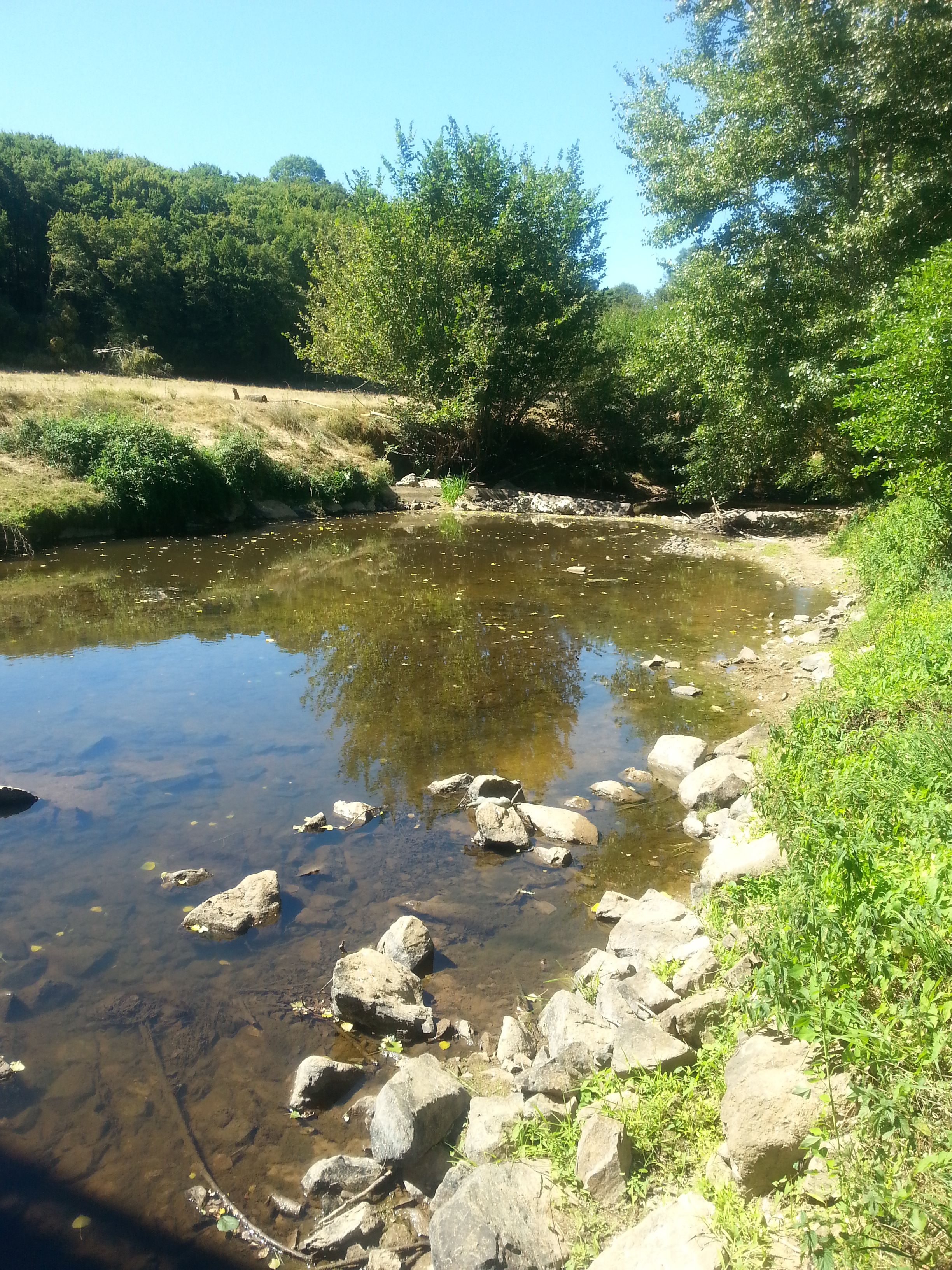
Prissac.
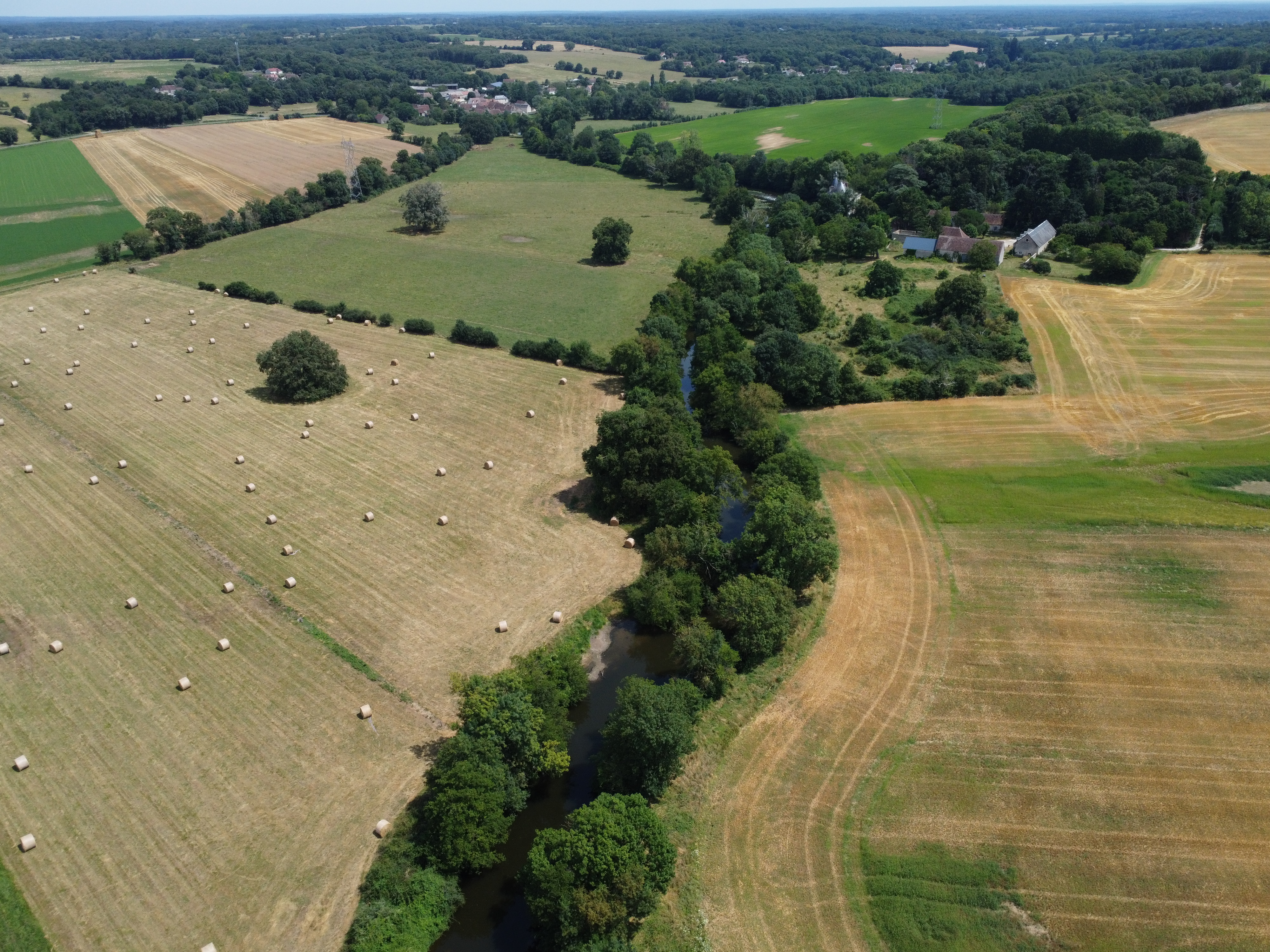
Saint-Hilaire-sur-Benaize.

| Département de la Vienne                      |
| --------------------------------------------- |
| Angles-sur-l'Anglin et Saint-Pierre-de-Maillé |

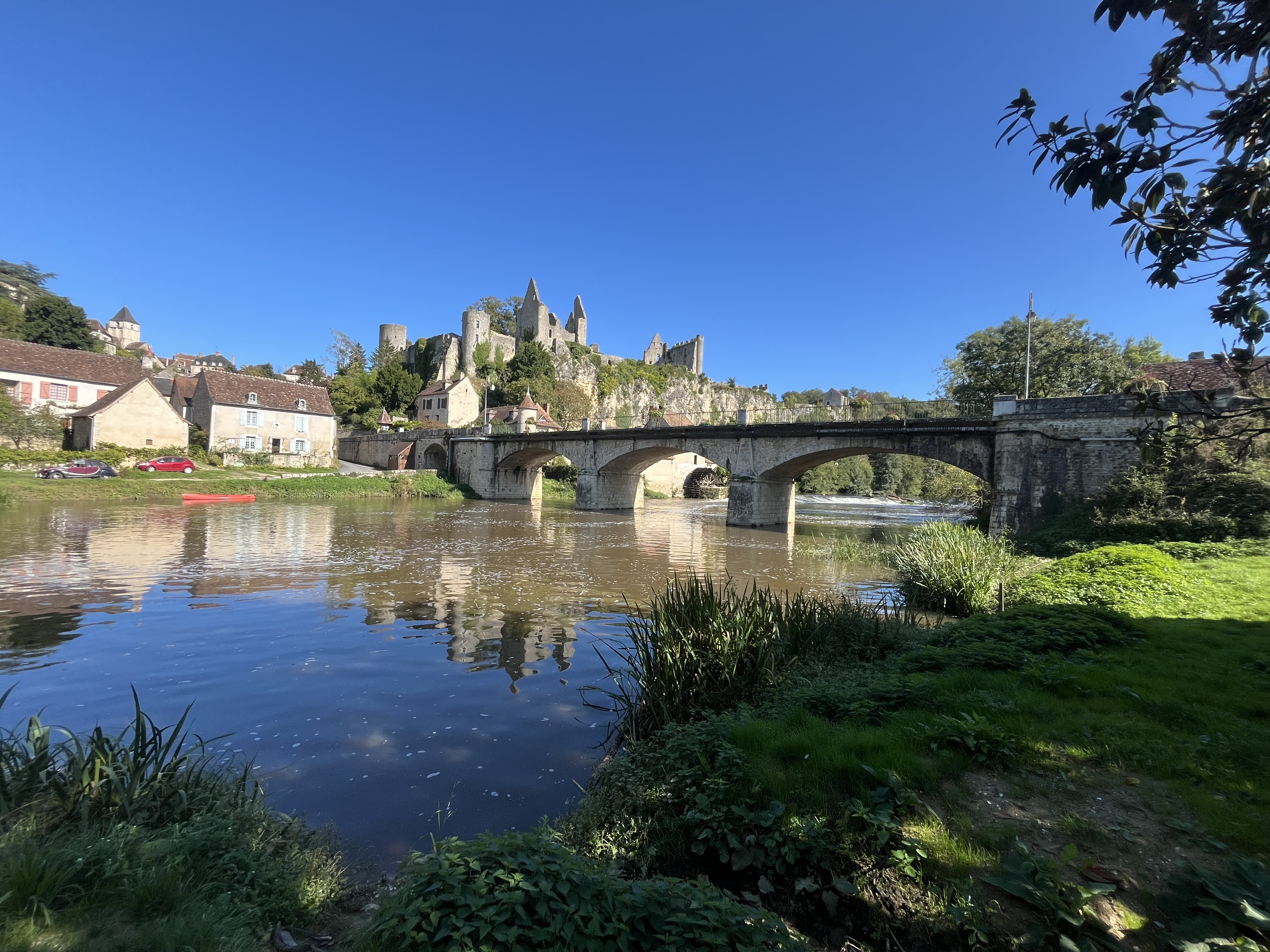
Angles-sur-l'Anglin.
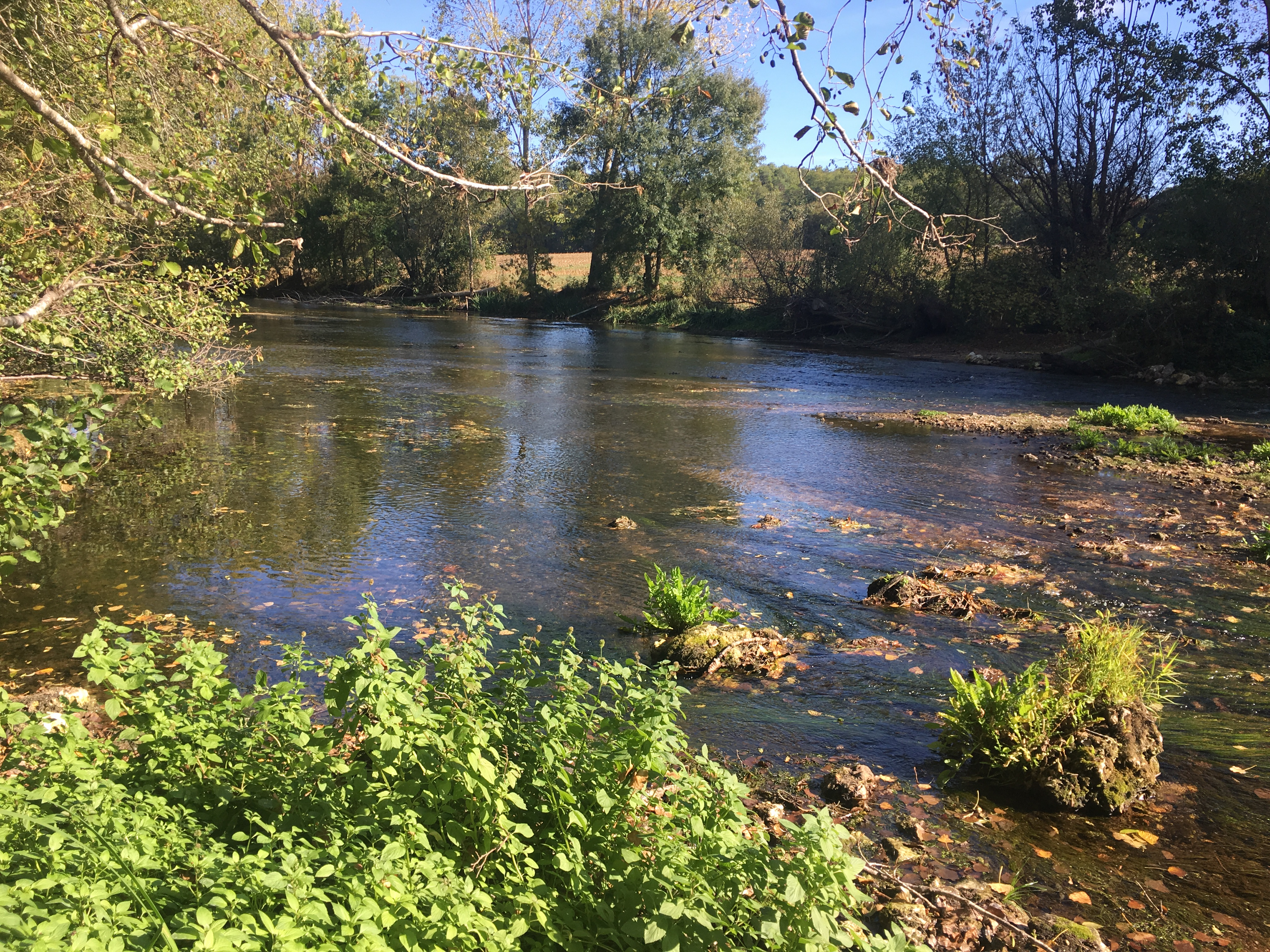
Saint-Pierre-de-Maillé.

### Bassin versant
Les bassins hydrographiques sont découpés dans le référentiel national BD Carthage en éléments de plus en plus fins, emboîtés selon quatre niveaux : régions hydrographiques, secteurs, sous-secteurs et zones hydrographiques.
L'Anglin traverse les douze zones hydrographiques suivantes :
- la Gartempe de l'Anglin au Ris ;
- l'Allemette & ses affluents ;
- l'Anglin de la Benaize au Salleron ;
- l'Anglin du Bel Rio à l'Abloux ;
- l'Anglin de sa source au Bel Rio ;
- la Benaize du Narablon à l'Anglin ;
- l'Anglin de l'Allemette à la Benaize ;
- l'Abloux de la Sonne à l'Anglin ;
- l'Anglin du Salleron à la Gartempe ;
- le Salleron du Vairon à l'Anglin ;
- l'Anglin de l'Abloux à l'Allemette ;
- la Gartempe du Riou à l'Anglin.

Son bassin versant à une superficie totale de 1 693 km2 et est constitué à 86,28 % de « territoires agricoles », à 12,73 % de « forêts et milieux semi-naturels », à 0,81 % de « territoires artificialisés » et à 0,18 % de « surfaces en eau ». Il s'insère dans les zones hydrographiques « L'Anglin de la Benaize au Salleron, L'Anglin du Bel Rio à l'Abloux, L'Anglin de sa source au Bel Rio, L'Anglin de l'Allemette à la Benaize, L'Anglin du à la Gartempe et L'Anglin de l'Abloux à l'Allemette », au sein du bassin DCE plus large « La Loire, les cours d'eau côtiers vendéens et bretons » et est entouré des bassins de la Creuse à l'est ainsi qu'au nord et de la Gartempe à l'ouest.

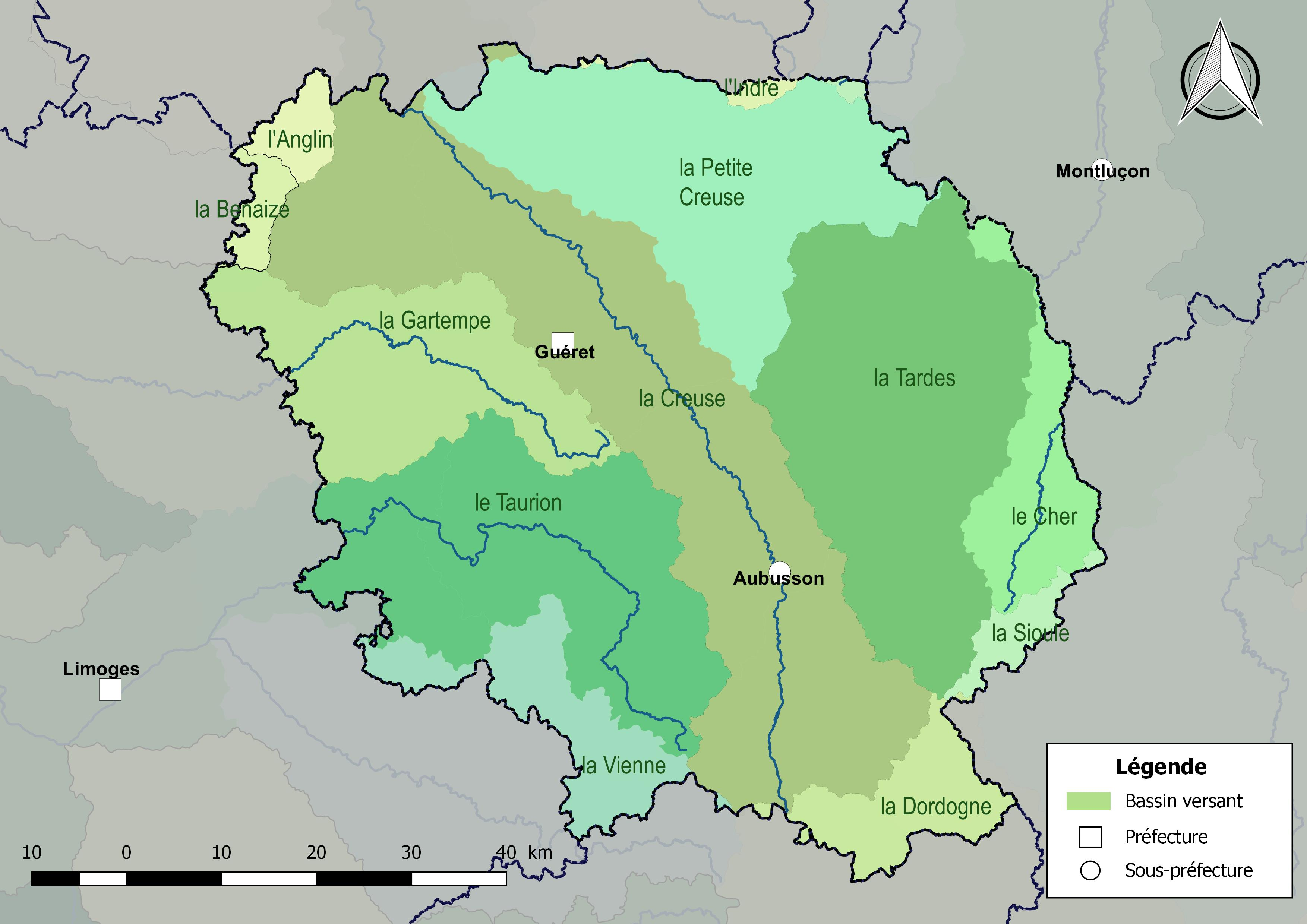
Les principaux bassins versants du département de la Creuse.
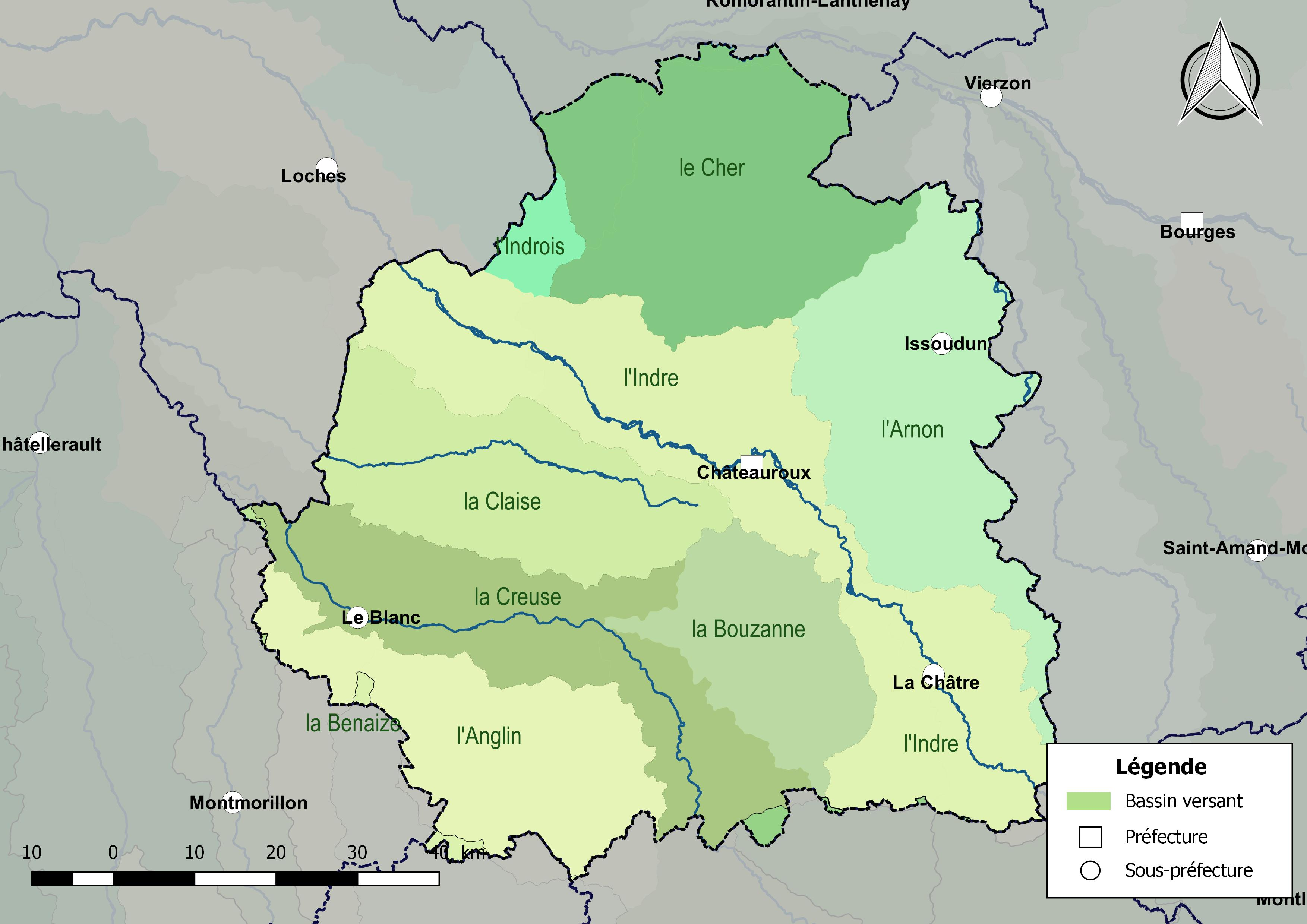
Les principaux bassins versants du département de l'Indre.
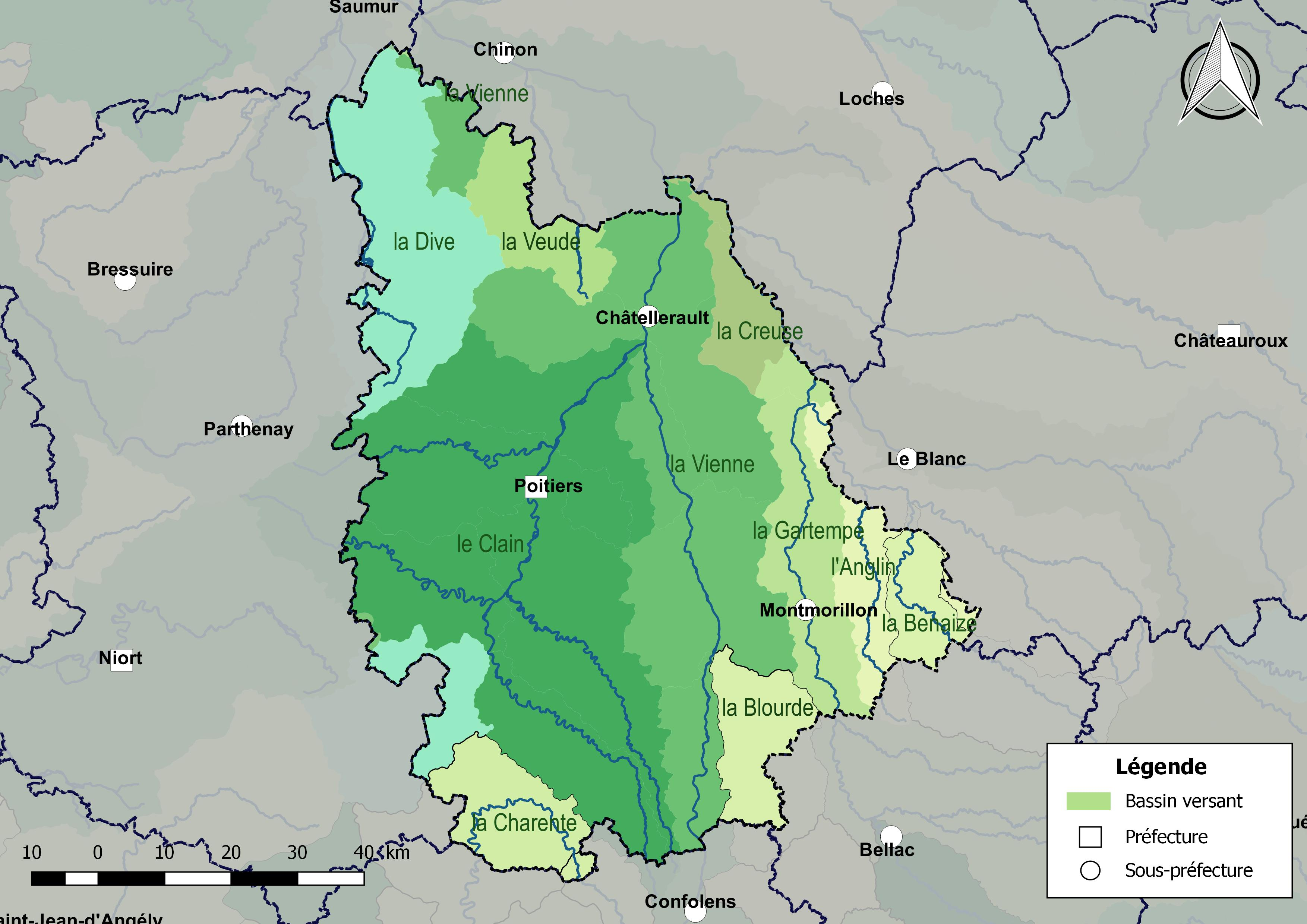
Les principaux bassins versants du département de la Vienne.

#### Échelle du bassin
En France, la gestion de l’eau, soumise à une législation nationale et à des directives européennes, se décline par bassin hydrographique, au nombre de sept en France métropolitaine, échelle cohérente écologiquement et adaptée à une gestion des ressources en eau. L'Anglin est sur le territoire du bassin Loire-Bretagne et l'organisme de gestion à l'échelle du bassin est l'agence de l'eau Loire-Bretagne.

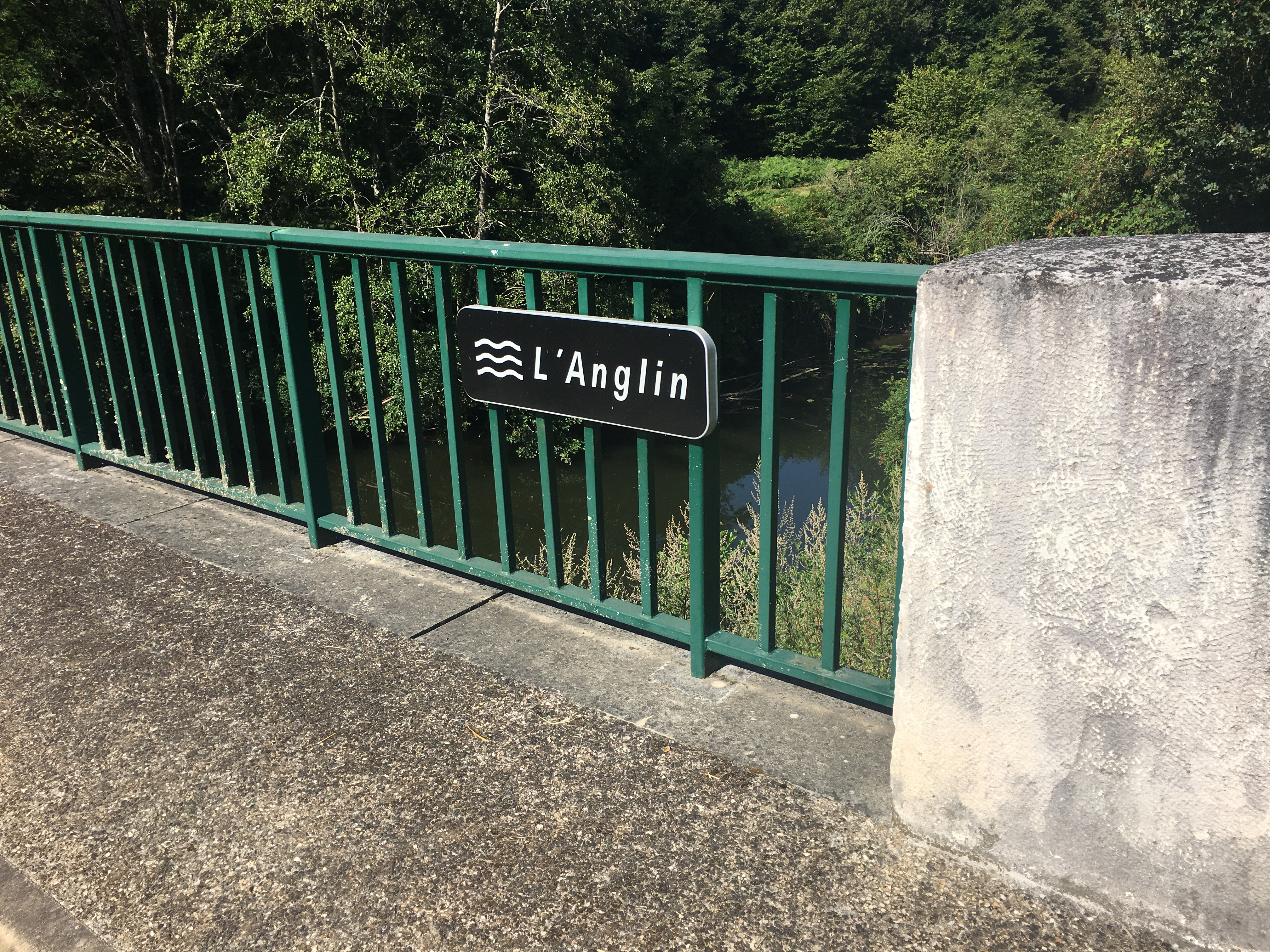
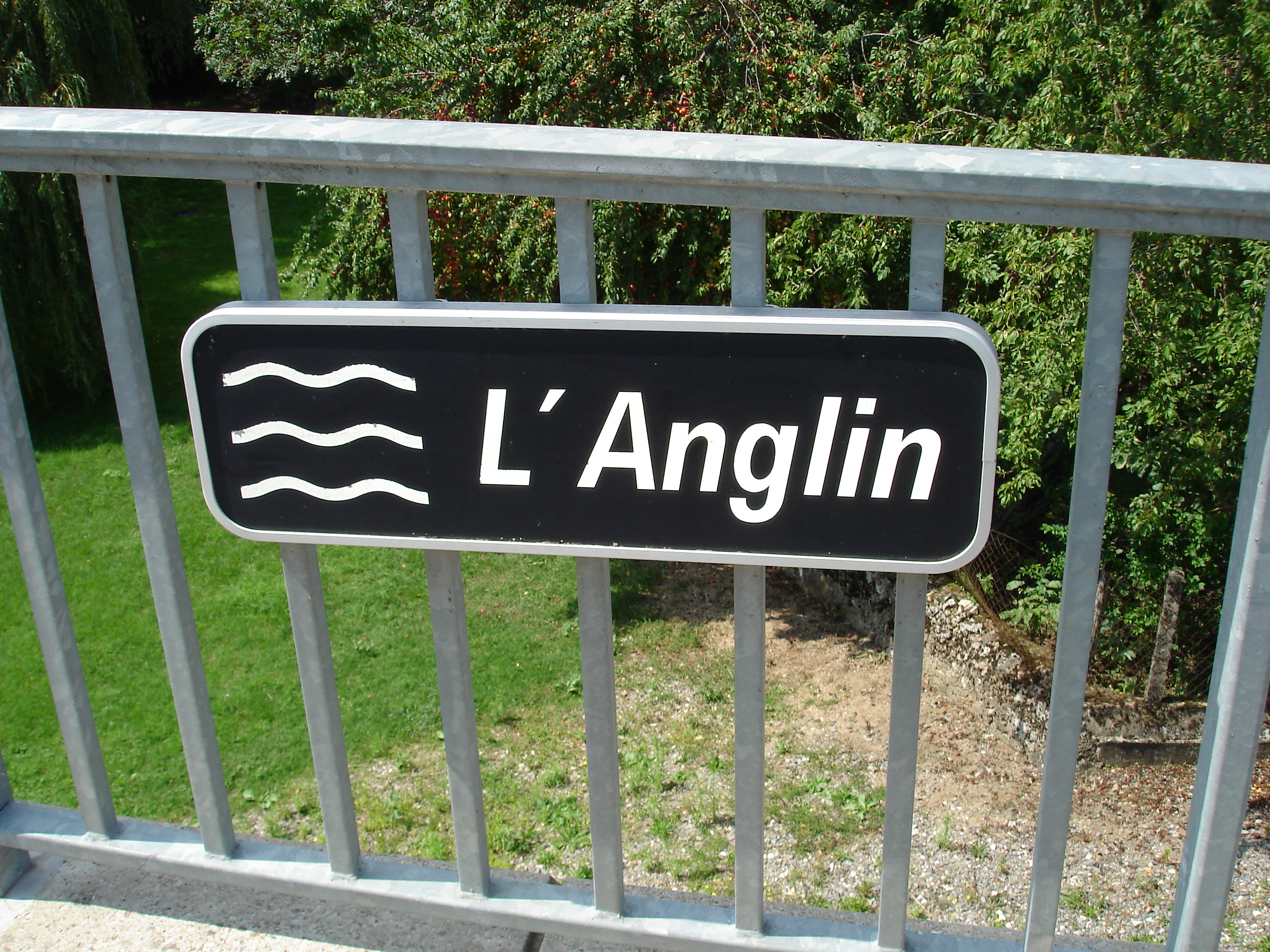
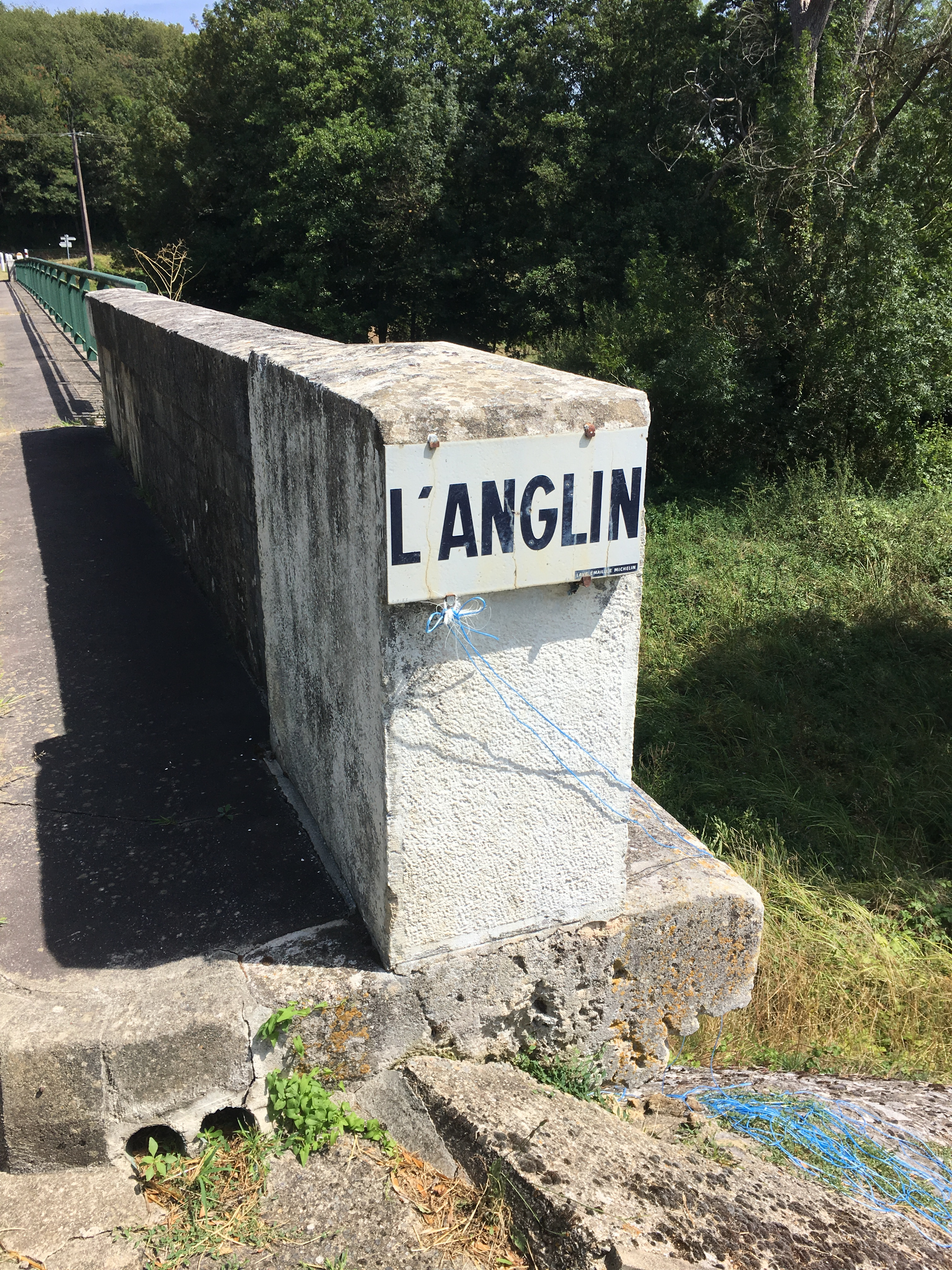
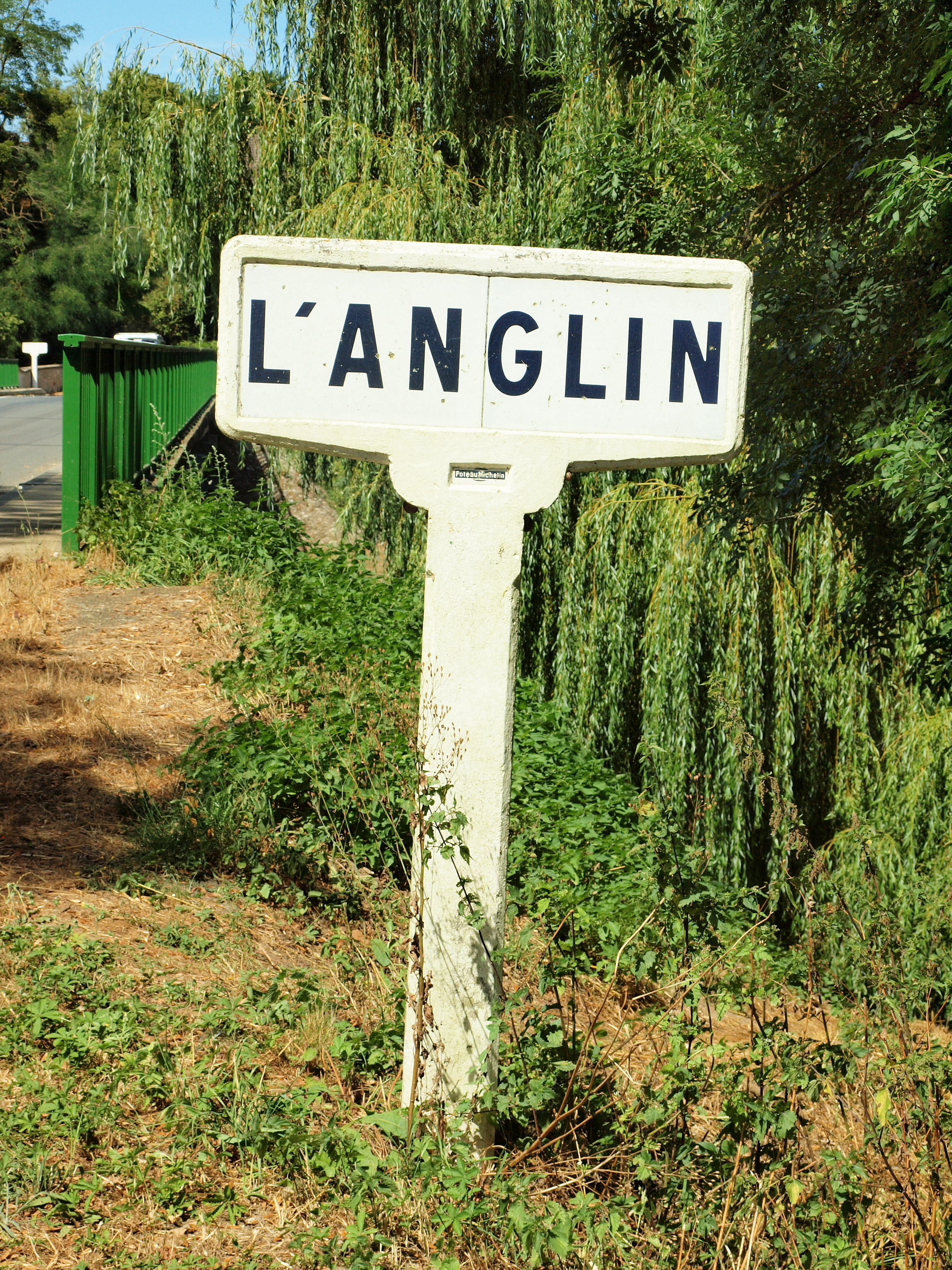

### Organisme gestionnaire
Le Syndicat mixte d’aménagement de la Brenne, de la Creuse, de l’Anglin et de la Claise (SMABCAC) est l'organisme gestionnaire du cours d'eau.

## Affluents
L'Anglin possède trente affluents.
| Noms          | km | Noms                              | km |
| ------------- | -- | --------------------------------- | -- |
| La Benaize    | 79 | L5505600                          | 4  |
| Le Salleron   | 52 | L5504200                          | 3  |
| L'Allemette   | 24 | L5506100                          | 3  |
| Le Bel Rio    | 19 | Ruisseau de la Fontaine du Breuil | 2  |

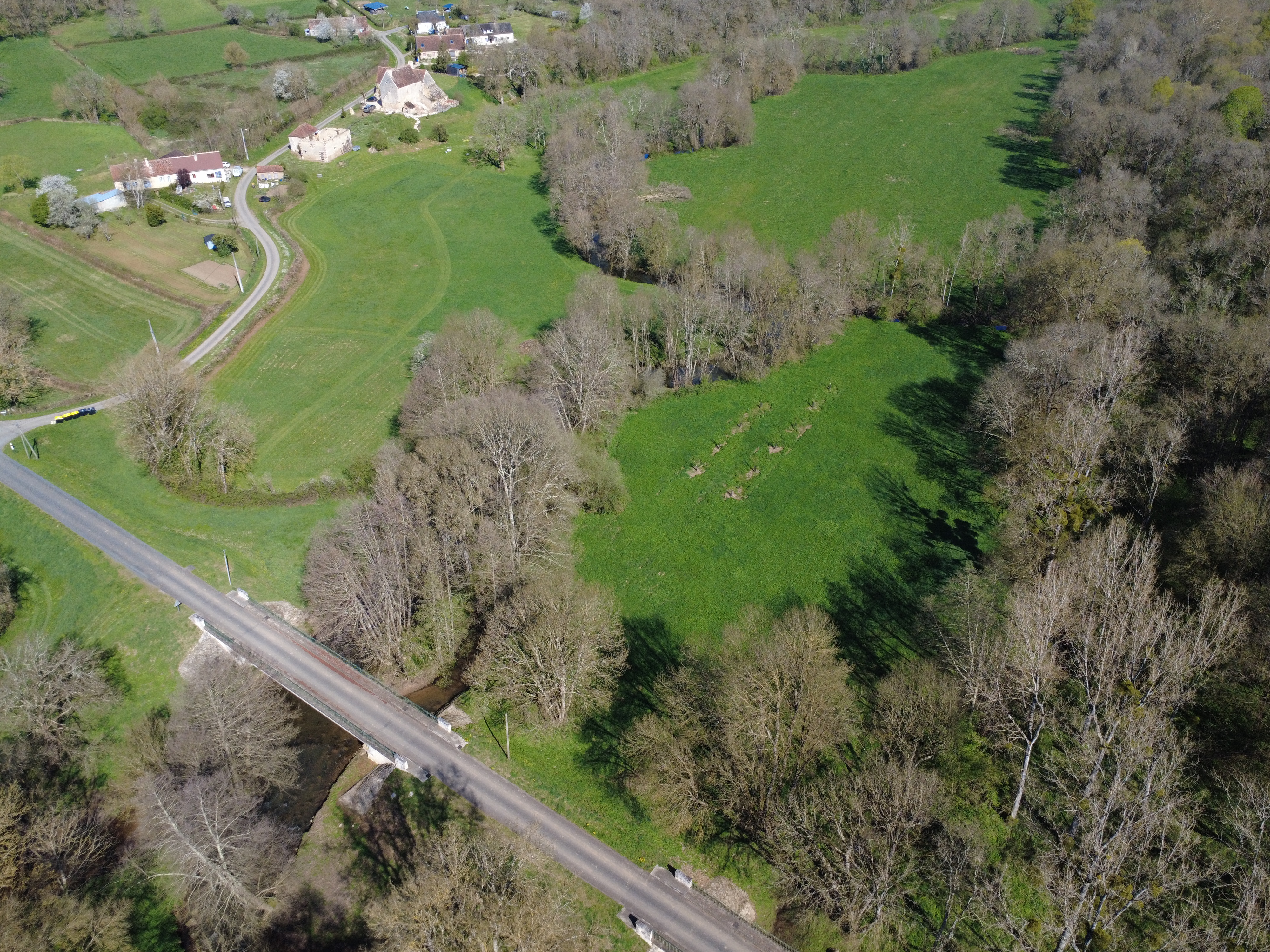
Abloux.
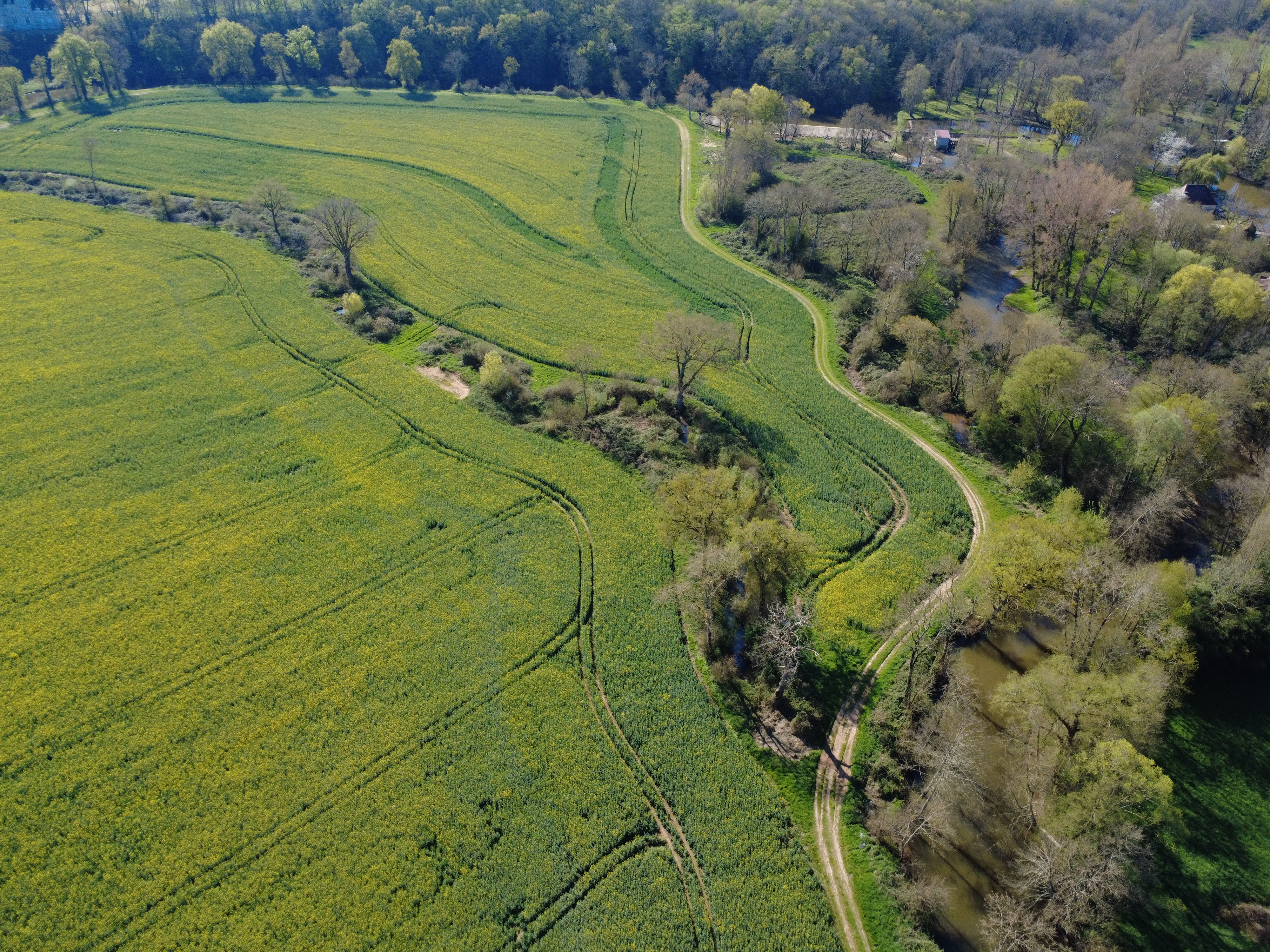
Allemette.
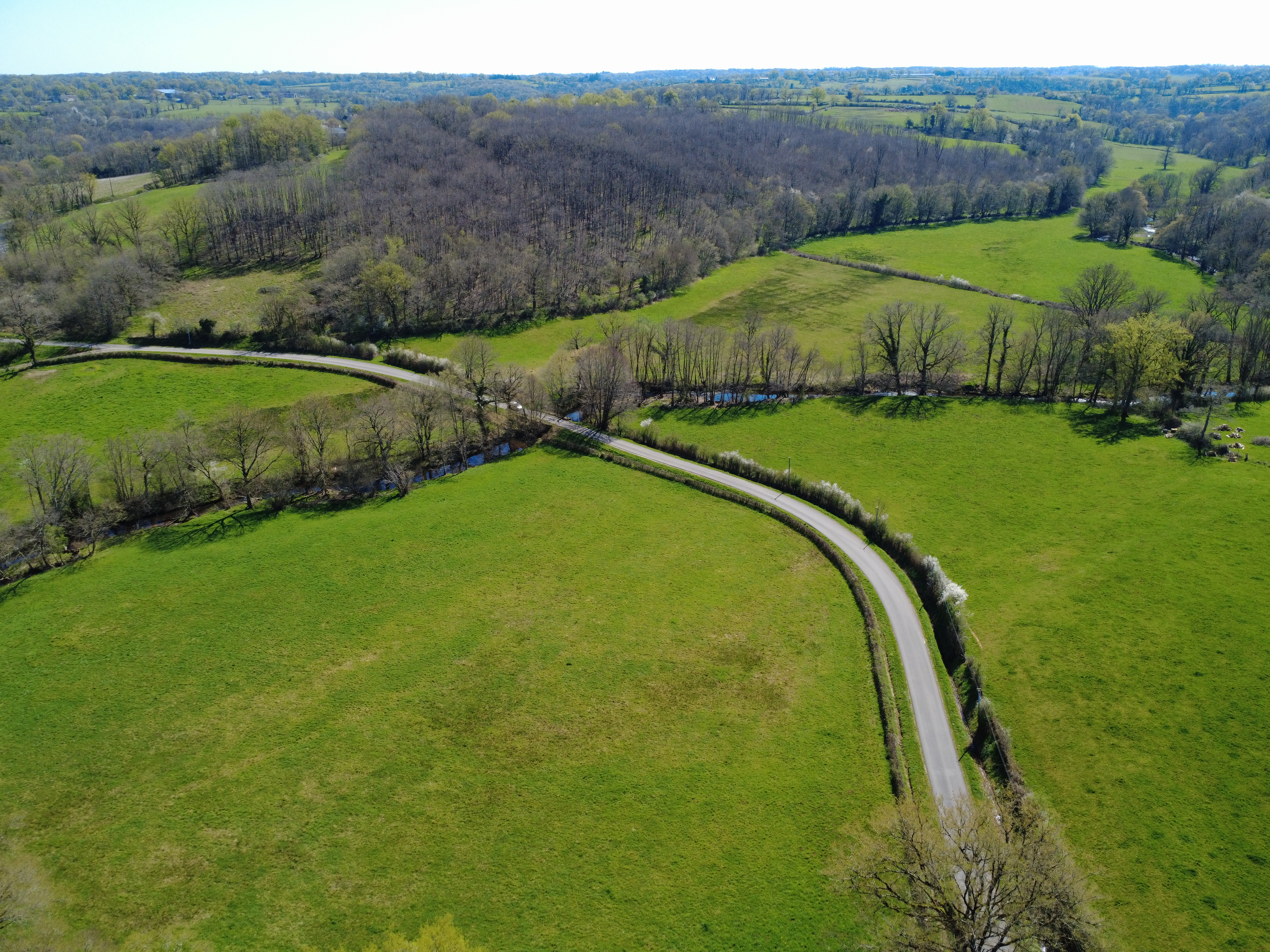
Bel Rio.
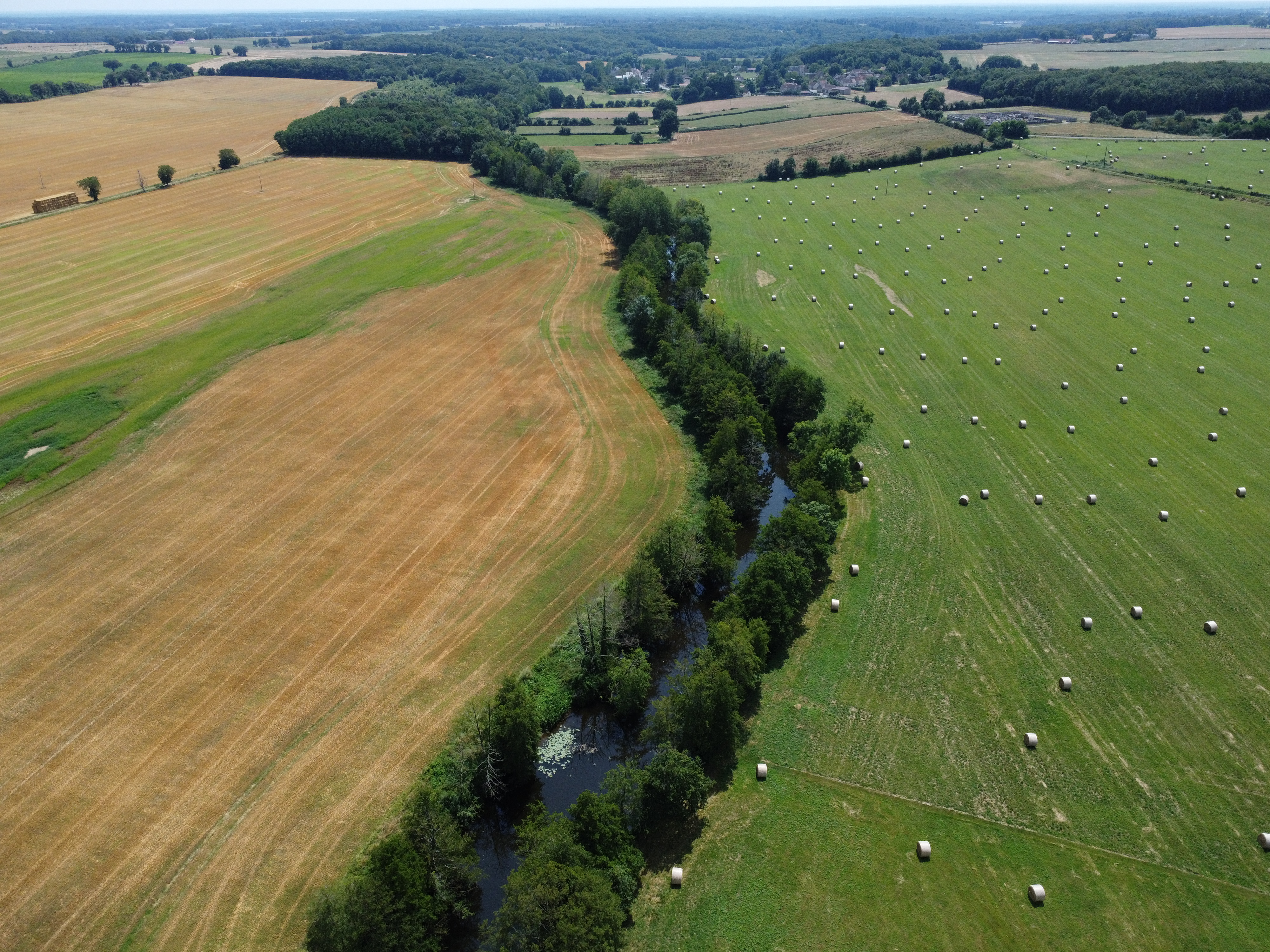
Benaize.
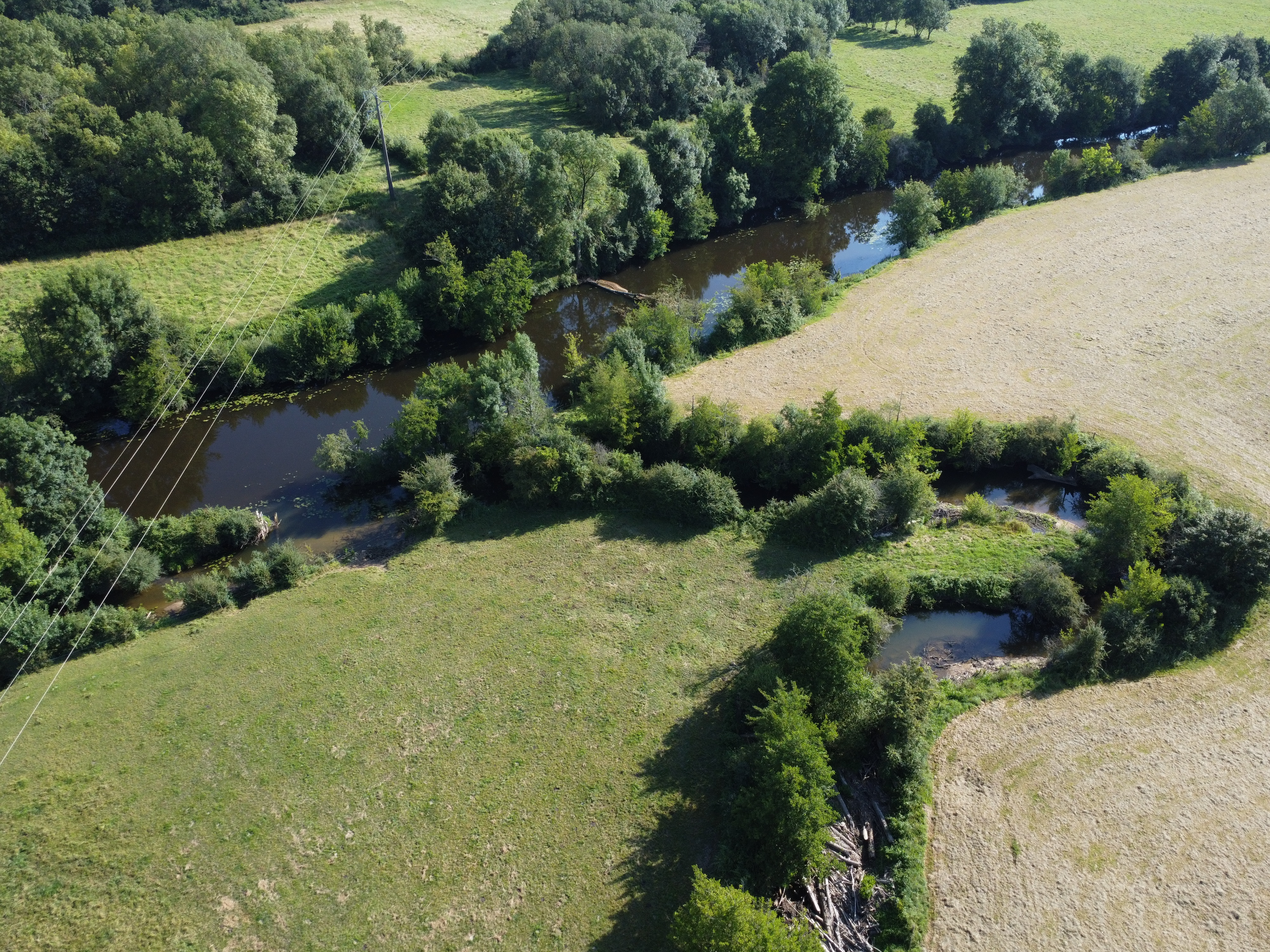
Salleron.

| L5565200      | 7  | L5744100                          | 2  |
| L'Épeau       | 6  | Ruisseau de la Font Gaultier      | 2  |
| La Bazonnerie | 5  | L5704100                          | 2  |
| Le Chiron     | 4  | L5505900                          | 1  |

| Noms                             | km | Noms                 | km |
| -------------------------------- | -- | -------------------- | -- |
| L'Abloux                         | 50 | L5565000             | 3  |
| Le Portefeuille                  | 19 | Le Chassincourt      | 3  |
| La Gastevine                     | 9  | L5565100             | 3  |
| La Caquignolle                   | 7  | Ruisseau des Rulauds | 2  |
| Le Puyrajoux                     | 7  | L5506000             | 1  |
| Ruisseau de la Forêt             | 4  | L5505850             | 1  |
| Ruisseau de la Font de la Goutte | 3  | L5505000             | 0  |

- Abloux.
- Allemette.
- Bel Rio.
- Benaize.
- Salleron.

### Rang de Strahler
Son rang de Strahler est de cinq.

## Hydrologie

### Station de mesure de Prissac
Établit à 107 m d'altitude, la station de mesure est situé sur la commune de Prissac (Indre). Elle fut mise en service le 1er janvier 1972, à 3 h 0.
C'est une station de type « station à une échelle » et son statut est « station avec signification hydrologique ». Son bassin-versant topographique représente 223,46 km2. La cote du zéro d'échelle est 106968 mm. C'est aussi une station du réseau « Vigicrues ».
La station à connue le 10 septembre 2023, à 16 h 52 sa hauteur minimal maximal (-23,1 cm) et le 31 août 2020, à 17 h 20 son débit minimal maximal (0 m3/s) (Seuils minimum de la station : DSA (Débit Seuil d'Alerte) : 0,12 m³/s ; DSAR (Débit Seuil d'Alerte Renforcée) : 0,1 m³/s et DCR (Débit de CRise) : 0,08 m³/s).

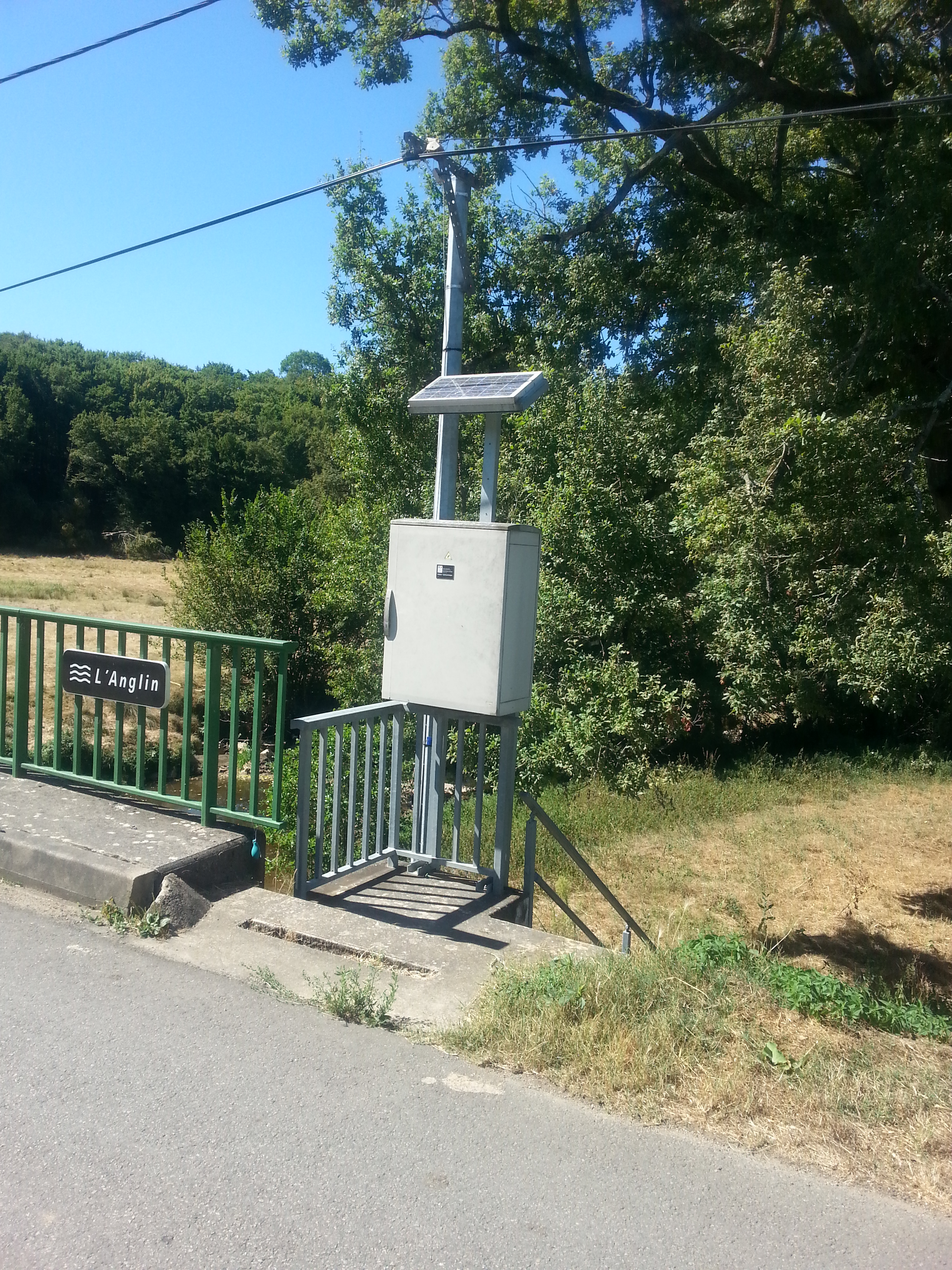
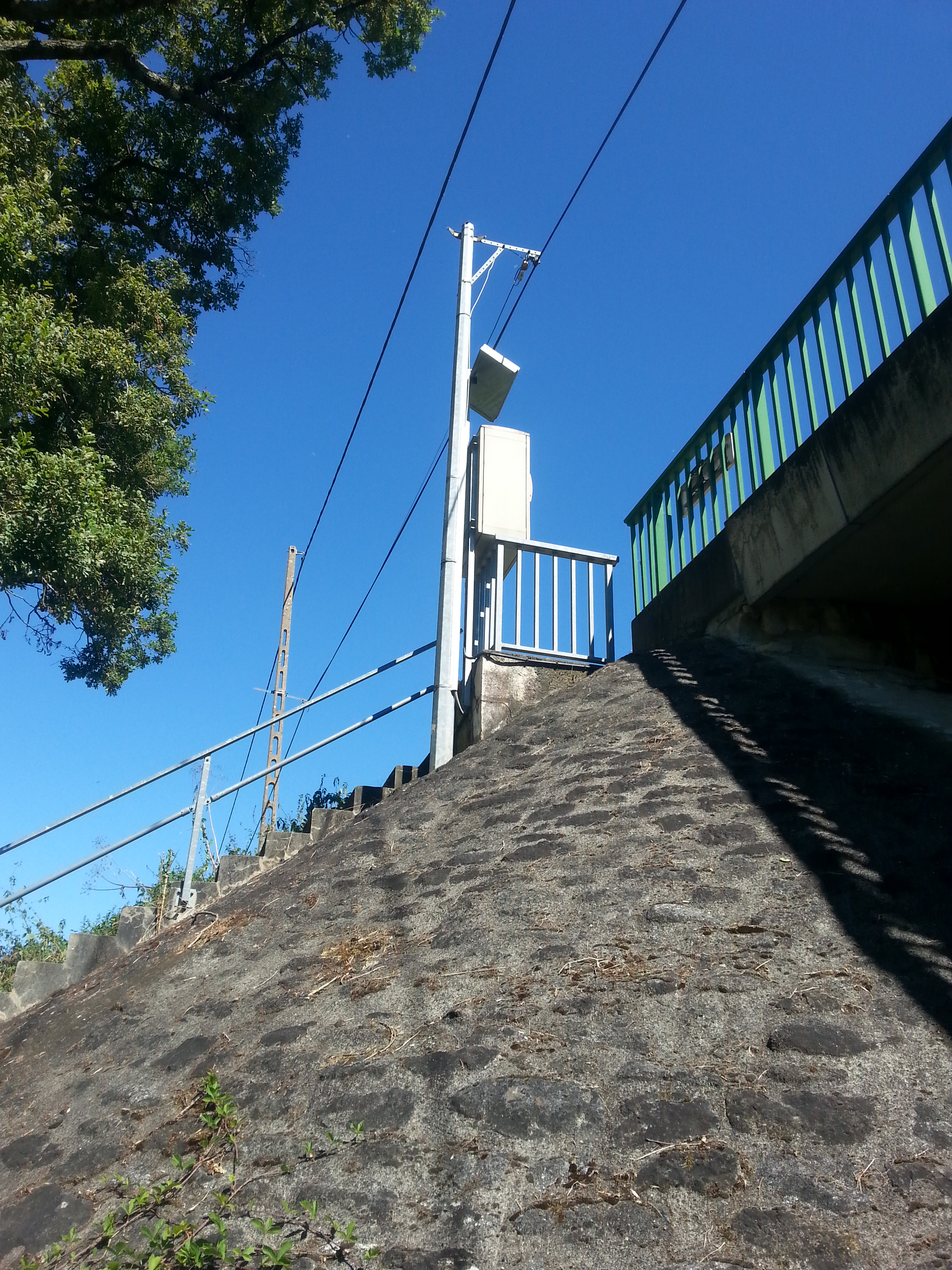
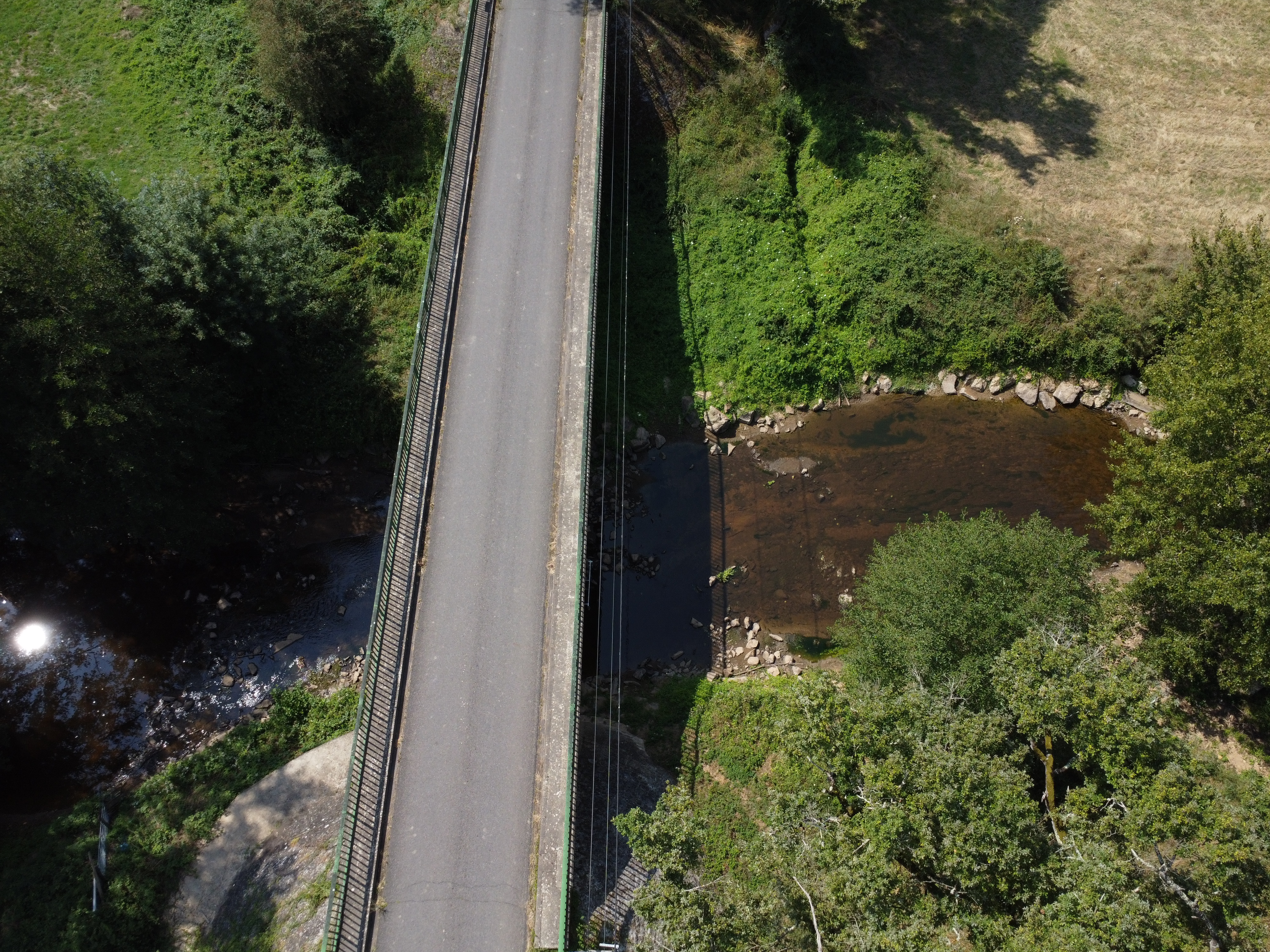
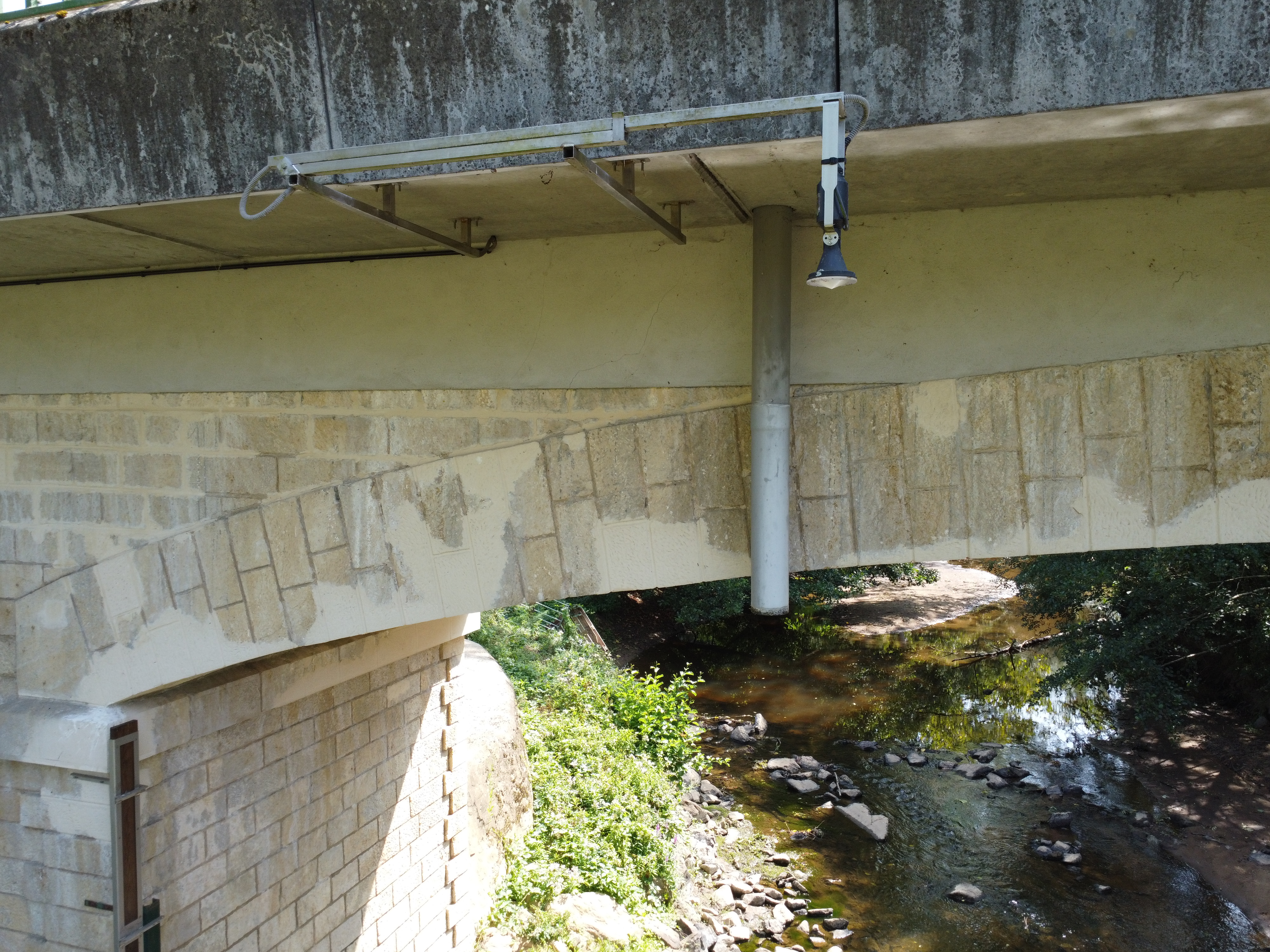

### Station de mesure de Mérigny
Établie à 82 m d'altitude, la station de mesure est située sur la commune de Mérigny (Indre). Elle fut mise en service le 1er janvier 1969, à 12 h 0.
C'est une station de type « station à une échelle » et son statut est « station avec signification hydrologique ». Son bassin-versant topographique représente 1 636,85 km2. La cote du zéro d'échelle est 72280 mm. C'est aussi une station du réseau « Vigicrues ».
La station à connue le 20 septembre 2019, à 15 h 0 sa hauteur minimal maximal (2,1 cm) et le 2 décembre 2011, à 17 h 50 son débit minimal maximal (0.133 m3/s).

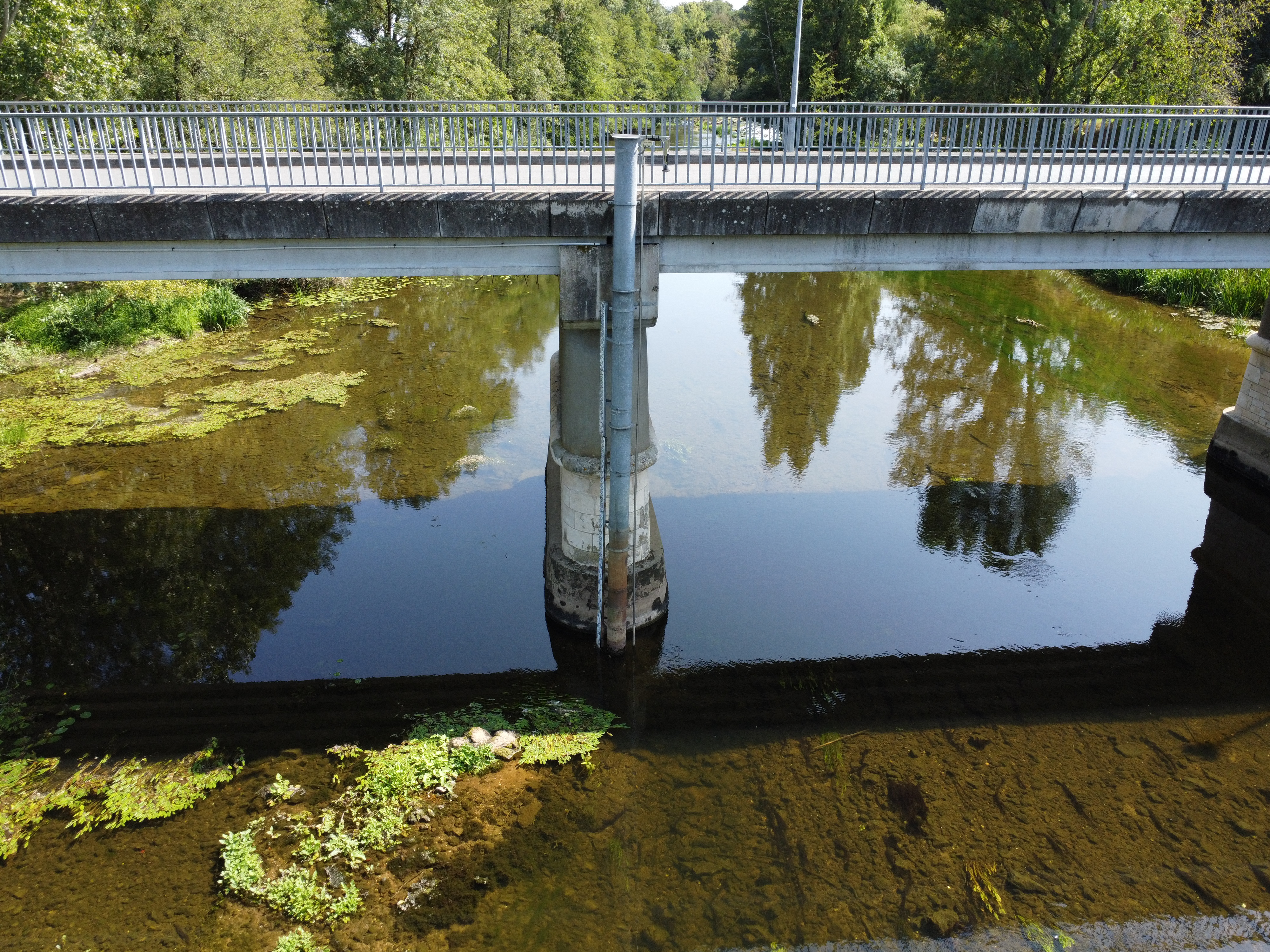
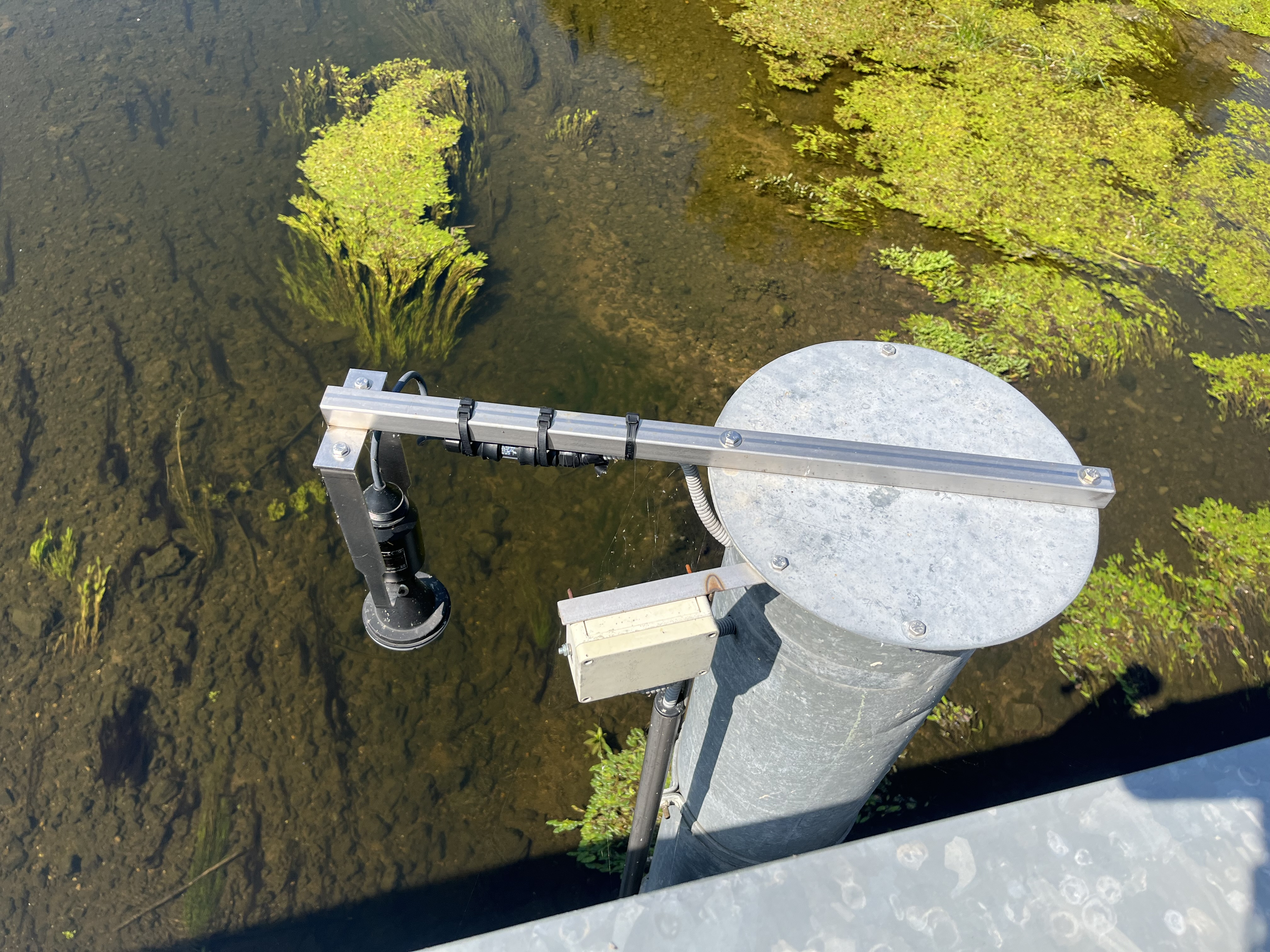
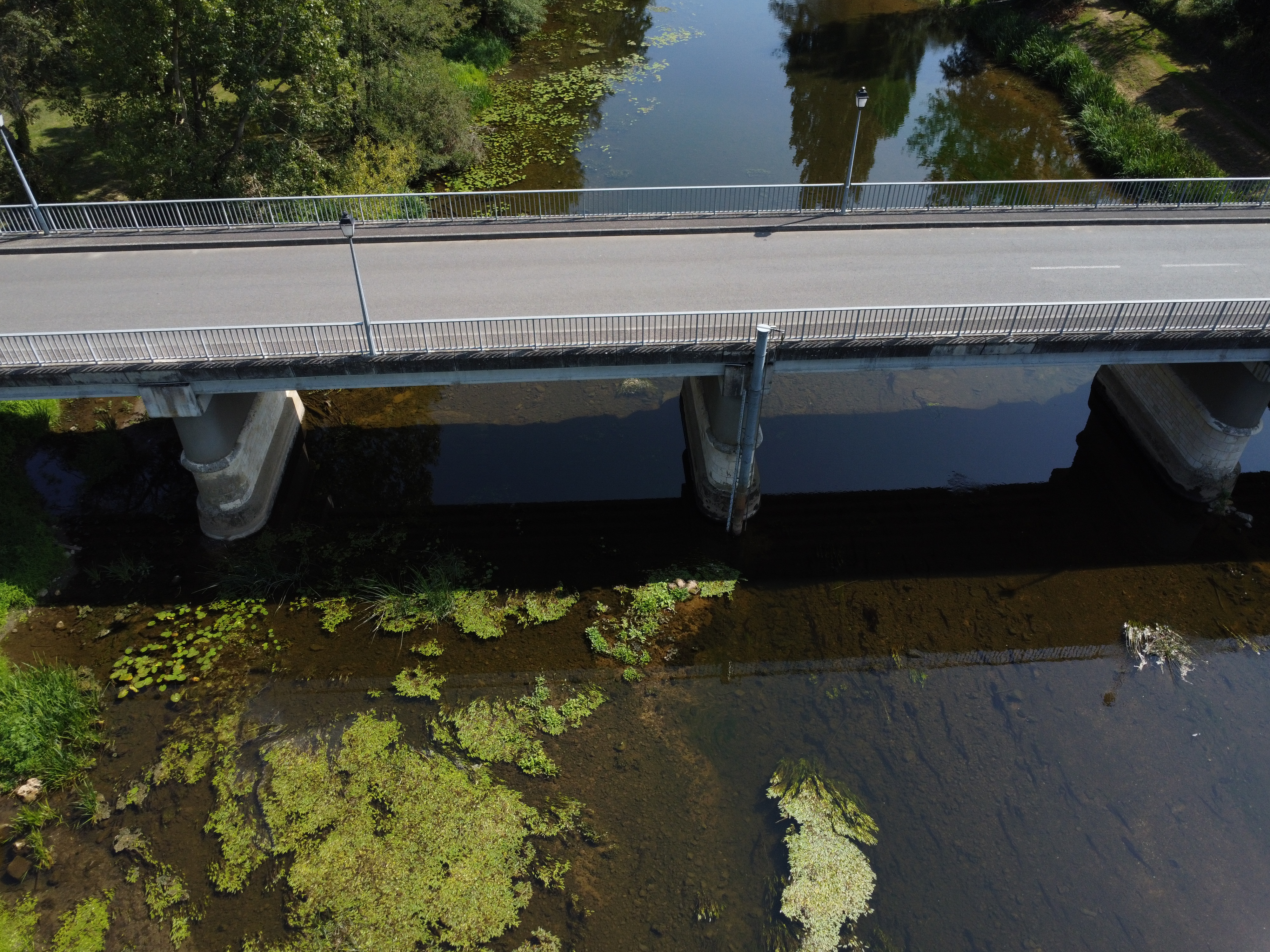
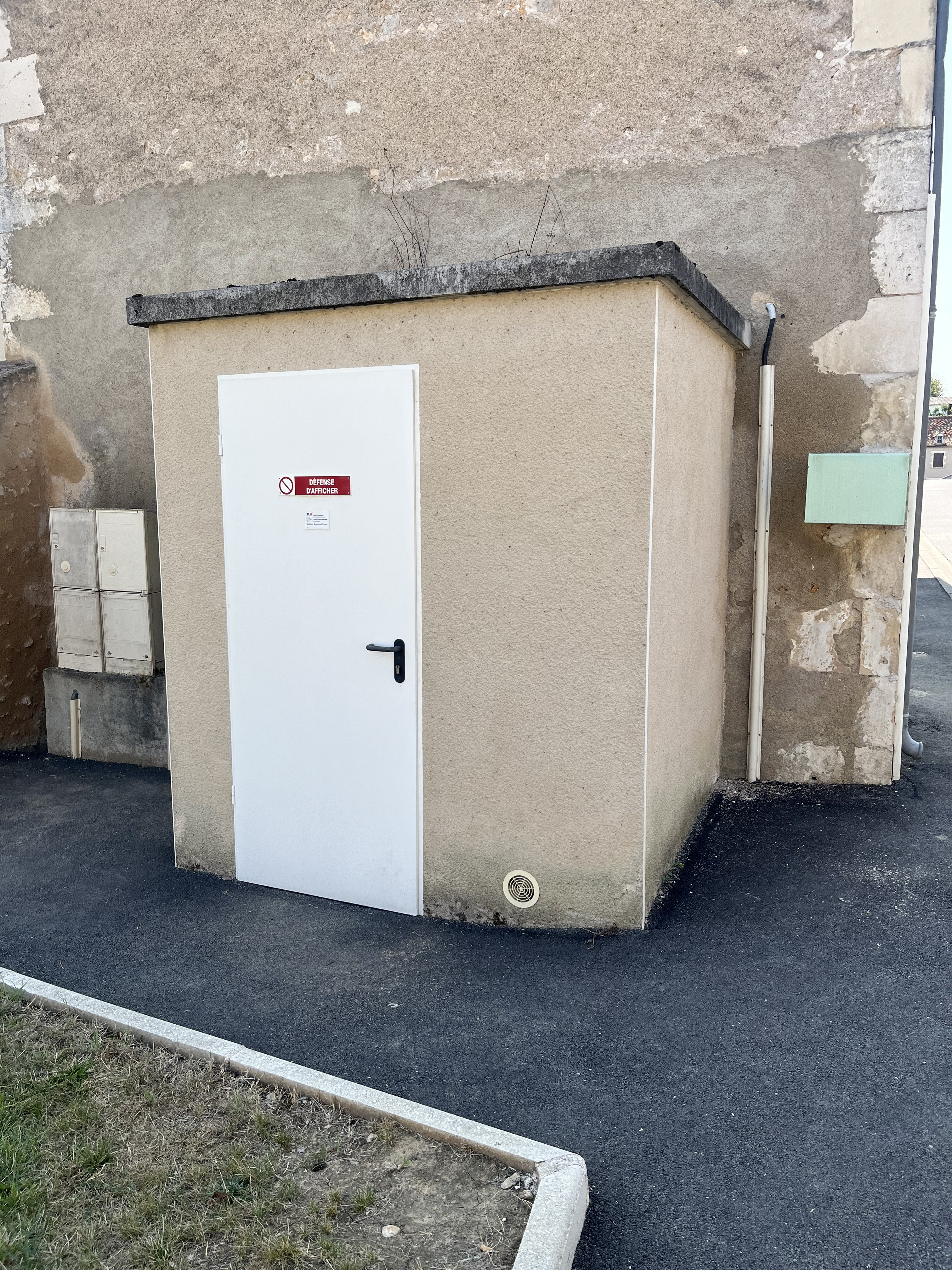

#### Observation de 1969 à 2008
Le débit de l'Anglin a été observé sur une période de 40 ans (1969-2008). La surface étudiée y est de 1 627 km2, soit la presque totalité du bassin-versant topographique qui est de 1 636 km2.
Le module de l'Anglin observé à Mérigny est de 12,5 m3/s.
L'Anglin est une rivière très irrégulière et présente notamment d'importantes fluctuations saisonnières de débit, avec des crues d'hiver-printemps situées dans une fourchette allant de 15,6 à 28,8 m3/s de décembre à mai inclus (maximum en février).
Dès le mois de juin, le débit se réduit fortement, ce qui aboutit rapidement à la période des maigres d'été, en juillet-août-septembre, s'accompagnant d'une chute du débit moyen mensuel atteignant 2,16 m3/s au mois d'août, puis 2,01 m3 au mois de septembre. Mais les fluctuations peuvent être bien plus importantes d'après les années, ou observées sur de courtes périodes.
Les QIX 2 et QIX 5 valent respectivement 210 et 330 m3. Le QIX 10 est de 400 m3/s, le QIX 20 de 470 m3 et le QIX 50 de 560 m3/s, valeurs dépassant de plus ou moins 15 % celles de la Gartempe à Montmorillon, pourtant nettement plus abondante que l'Anglin (débit moyen de 22,2 m3 contre 13 m3).
À titre de comparaison avec une importante rivière du bassin parisien, soulignons que le QIX 10 de la Marne en fin de parcours, dans la région parisienne, vaut 510 m3 contre 400 pour l'Anglin, et que son QIX 50 se monte à 650 m3 (contre 560 pour l'Anglin). Ainsi les débits calculés de crues de la Marne dépassent de seulement quelque 15 % ceux de l'Anglin, alors que son bassin est près de huit fois plus étendu.

### Station de mesure d'Angles-sur-l'Anglin

#### Première station
Elle fut établit à 64 m d'altitude, à proximité du « moulin de Remerle », à Angles-sur-l'Anglin (Vienne). Elle fut mise en service le 4 août 2004, à 0 h 0 et mise hors service le 1er janvier 2014, à 0 h 0.
La station à connue le 22 octobre 2011, à 11 h 50, sa hauteur minimal maximal (1,3 cm) et le 14 septembre 2012, à 3 h 0, son débit minimal maximal (0,686 m3/s) (Seuils minimum de la station : DSA (Débit Seuil d'Alerte) : 1,65 m³/s ; DSAR (Débit Seuil d'Alerte Renforcée) : 1,3 m³/s et DCR (Débit de CRise) : 0,81 m³/s).

#### Deuxième station
Elle est établie à 65 m d'altitude, au niveau du « pont d'Angles », à Angles-sur-l'Anglin. Elle fut mise en service le 16 novembre 2012, à 0 h 0.
C'est une station de type « station à une échelle » et son statut est « station avec signification hydrologique ». Son bassin-versant topographique représente 1 683,42 km2. La cote du zéro d'échelle est 64891 mm.
La station à connue le 14 août 2022, à 1 h 10 sa hauteur minimal maximal (- 4,1 cm) et le 25 septembre 2019, à 0 h 30 son débit minimal maximal (0,488 m3/s) (Seuils minimum de la station : DSA (Débit Seuil d'Alerte) : 1,65 m³/s ; DSAR (Débit Seuil d'Alerte Renforcée) : 1,3 m³/s et DCR (Débit de CRise) : 0,81 m³/s).

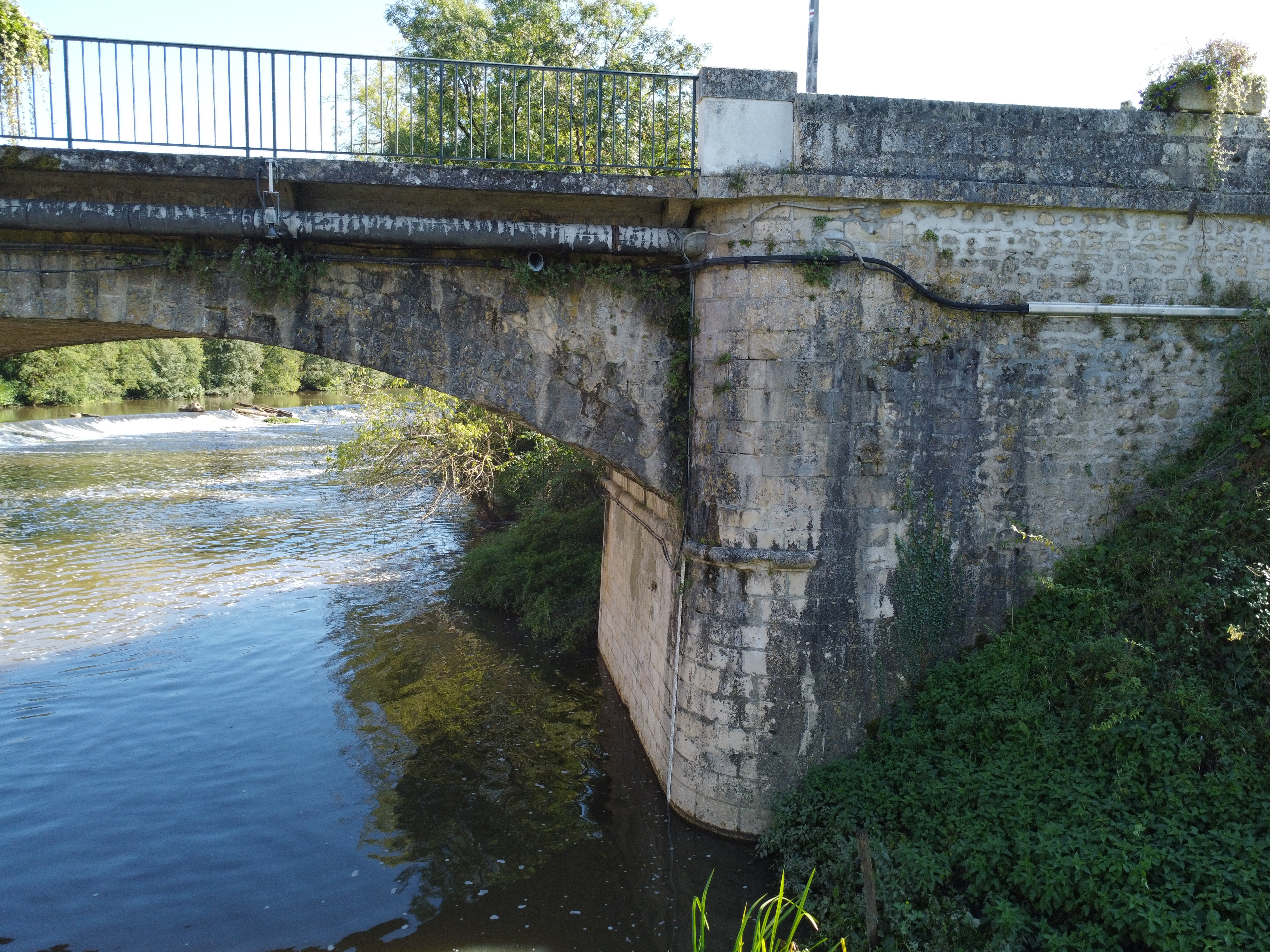
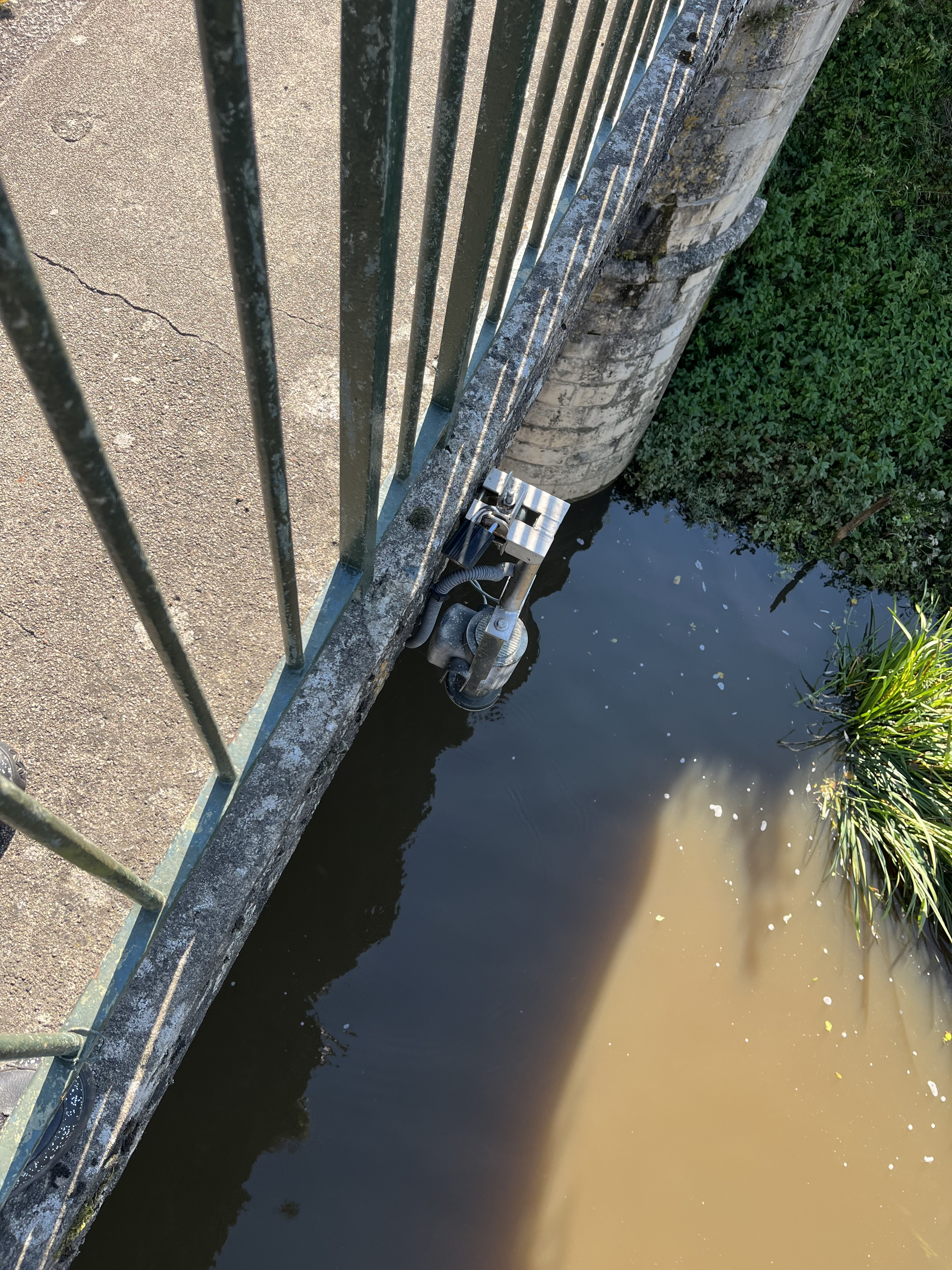
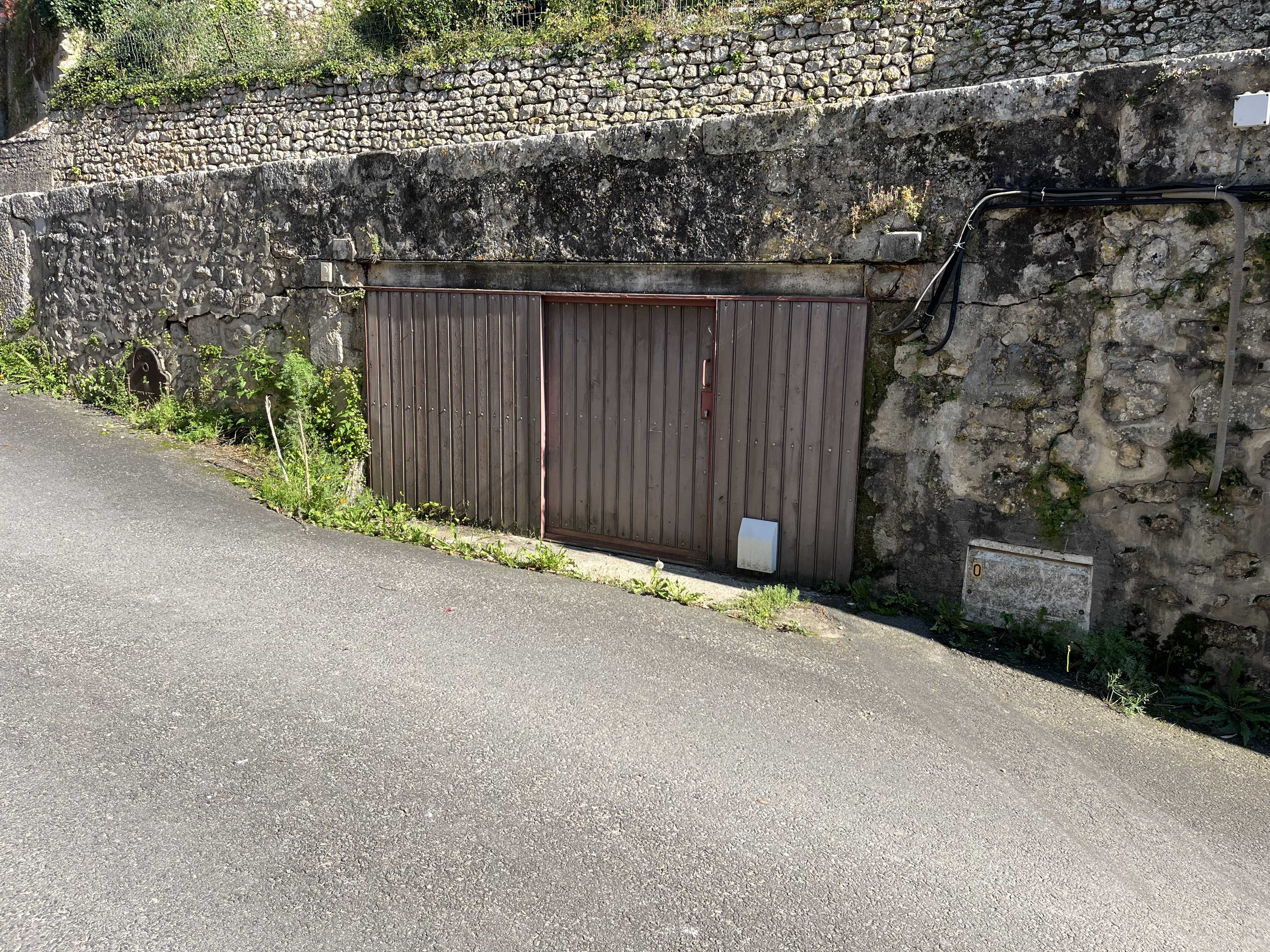

### Étiage ou basses eaux
Ainsi le VCN3 peut chuter sous les 0,23 m3/s, à Mérigny, en cas de période quinquennale sèche, ce qui peut être considéré comme sévère, le débit du cours d'eau étant alors réduit à 2 % de son débit moyen.

### Lame d'eau et débit spécifique
La lame d'eau écoulée dans le bassin de l'Anglin est de 244 millimètres annuellement, ce qui est moyen, inférieur à l'ensemble de la France tous bassins confondus (plus ou moins 320 millimètres/an), mais équivalent à la moyenne du bassin versant de la Loire (250 millimètres/an) et nettement supérieur aux chiffres relevés dans la partie nord-ouest du bassin parisien (souvent de l'ordre de 150 mm/an). Le débit spécifique se monte à 7,7 litres par seconde et par kilomètre carré de bassin.

### État des masses d'eau et objectifs
Pour les cours d’eau, la délimitation des masses d’eau est basée principalement sur la taille du cours d’eau et la notion d’hydro-écorégion. Ces masses d’eau servent ainsi d’unité d’évaluation de l’état des eaux dans le cadre de la directive européenne.
L'Anglin fait partie des masses d'eaux codifiée FRGR0412, FRGR0413 et FRGR0414 et dénommée « L'Anglin depuis la confluence de la Benaize jusqu'à la confluence avec la Gartempe, L'Anglin et ses affluents depuis la source jusqu'à la confluence avec l'Abloux et L'Anglin depuis la confluence de l'Abloux jusqu'à la confluence avec la Benaize ».
Le schéma directeur d'aménagement et de gestion des eaux (Sdage) Loire-Bretagne est un document de planification dans le domaine de l’eau. Il définit, pour une période de six ans les grandes orientations pour une gestion équilibrée de la ressource en eau ainsi que les objectifs de qualité et de quantité des eaux à atteindre dans le bassin Loire-Bretagne. L'état des lieux 2013 défini dans la SDAGE 2016 – 2021 et les objectifs à atteindre pour cette masse d'eau sont les suivants,, :
| Code masse d'eau | Libellé masse d'eau                                                                |
| ---------------- | ---------------------------------------------------------------------------------- |
| FRGR0412         | L'Anglin depuis la confluence de la Benaize jusqu'à la confluence avec la Gartempe |
| FRGR0413         | L'Anglin et ses affluents depuis la source jusqu'à la confluence avec l'Abloux     |
| FRGR0414         | L'Anglin depuis la confluence de l'Abloux jusqu'à la confluence avec la Benaize    |

|          | Écologique | Biologique | Physico-chimie générale | Polluants spécifiques |
| -------- | ---------- | ---------- | ----------------------- | --------------------- |
| FRGR0412 | Bon état   | Moyen      | Moyen                   | X                     |
| FRGR0413 | Moyen      | Moyen      | Bon état                | X                     |
| FRGR0414 | Médiocre   | Médiocre   | Moyen                   | X                     |

|          | Écologique | Chimique | Global   |
| -------- | ---------- | -------- | -------- |
| FRGR0412 | Bon état   | Bon état | Bon état |
| FRGR0413 | Bon état   | Bon état | Bon état |
| FRGR0414 | Bon état   | Bon état | Bon état |

### Résurgence de Cul-froid
À la sortie de Mérigny, au bord de la route départementale 50 (direction de Lurais), près du rocher de la Dube, l’eau de l’Anglin s’infiltre sous une falaise et forme une rivière souterraine de 1,6 km.
On appelle la résurgence « Cul-froid » ou « Roche froide » ou « Font froide » ou encore « Fontaine du rocher de la Dube ».
Cette vasque d’eau cristalline large de 4,5 m et profonde de 1,8 m est en fait l’embouchure d’une rivière souterraine de l’Anglin elle-même et qui s’infiltre dans la roche calcaire, à 1,6 km de là, au « gué de l’embûche », juste avant le lieu-dit la Poirelle, vers la grotte de la Roche Noire.
La particularité de la résurgence est que, quelles que soient les précipitations, son débit reste constant, alors que l’Anglin peut monter de 3-4 m et la recouvrir complètement, voire pénétrer à l’intérieur et y déposer des alluvions et des débris et la température de l'eau y est de 12,5 °C à 13,5 °C toute l'année.
Le boyau de la Dube a été exploré dès 1967 par Bertrand Léger. Une autre tentative a eu lieu en 1987, avortée, la vasque s’étant rebouchée. Il a fallu attendre 1989 et un déblayage à la pelle mécanique pour voir d’autres spéléologues locaux, s’aventurer successivement dans la rivière sous-marine. Les moyens de l’époque leur avaient permis d’établir le « terminus » à 40 m.
Entre 1999 et 2002, Pierre-Eric Deseigne avec d'autres spéléologues reviennent régulièrement dans le « Trou de chiotte ». Un tunnel tortueux, difficile, qui monte, qui descend, « un peu austère, notamment à cause des dépôts argileux, de l’absence de faune ou de flore ». Mais qui réserve aussi « des endroits très beaux », notamment de vastes salles entièrement immergées.
Ce n'est qu'en 2006, que Pierre-Eric Deseigne reviendra pour aller au maximum de l'exploration à 580 m de l’entrée et à 72 m de profondeur. Il s’est arrêté « devant un endroit qui n’est pas foncièrement infranchissable mais assez étroit et dangereux à cette profondeur et dans ces conditions-là »,.

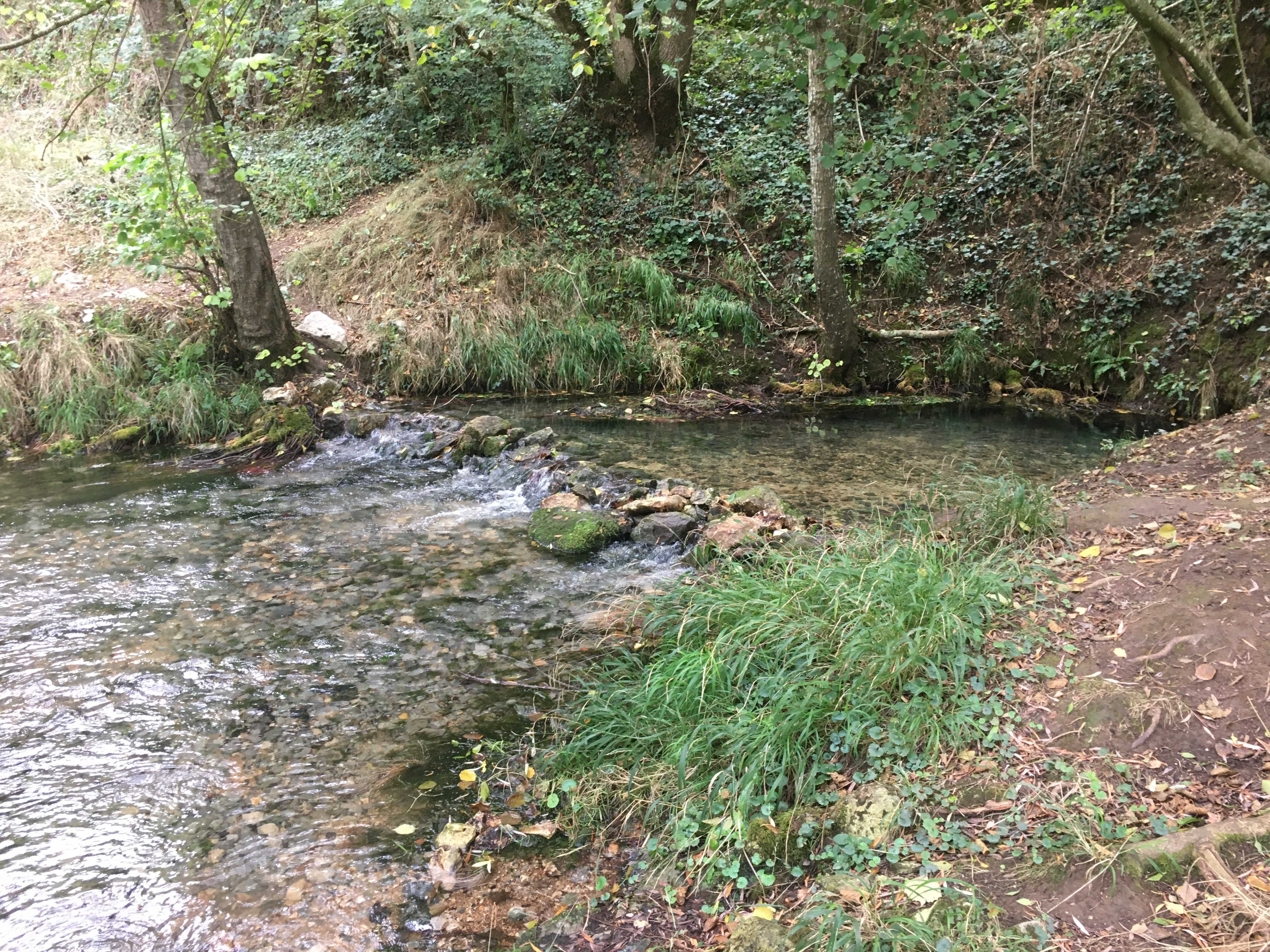
Résurgence de Mérigny.

## Crues
La plus importante crue (mesurée) du cours d'eau eu lieu le 30 mars 2024 :
- à la station de Prissac (5 h 40) : 3,521 m et 180 m3/s ;
- à la station de Mérigny (16 h 35) : 6,833 m et 608 m3/s ;
- à la station d'Angles-sur-l'Anglin (15 h 0) : 5,302  m et 441 m3/s[Note 4].

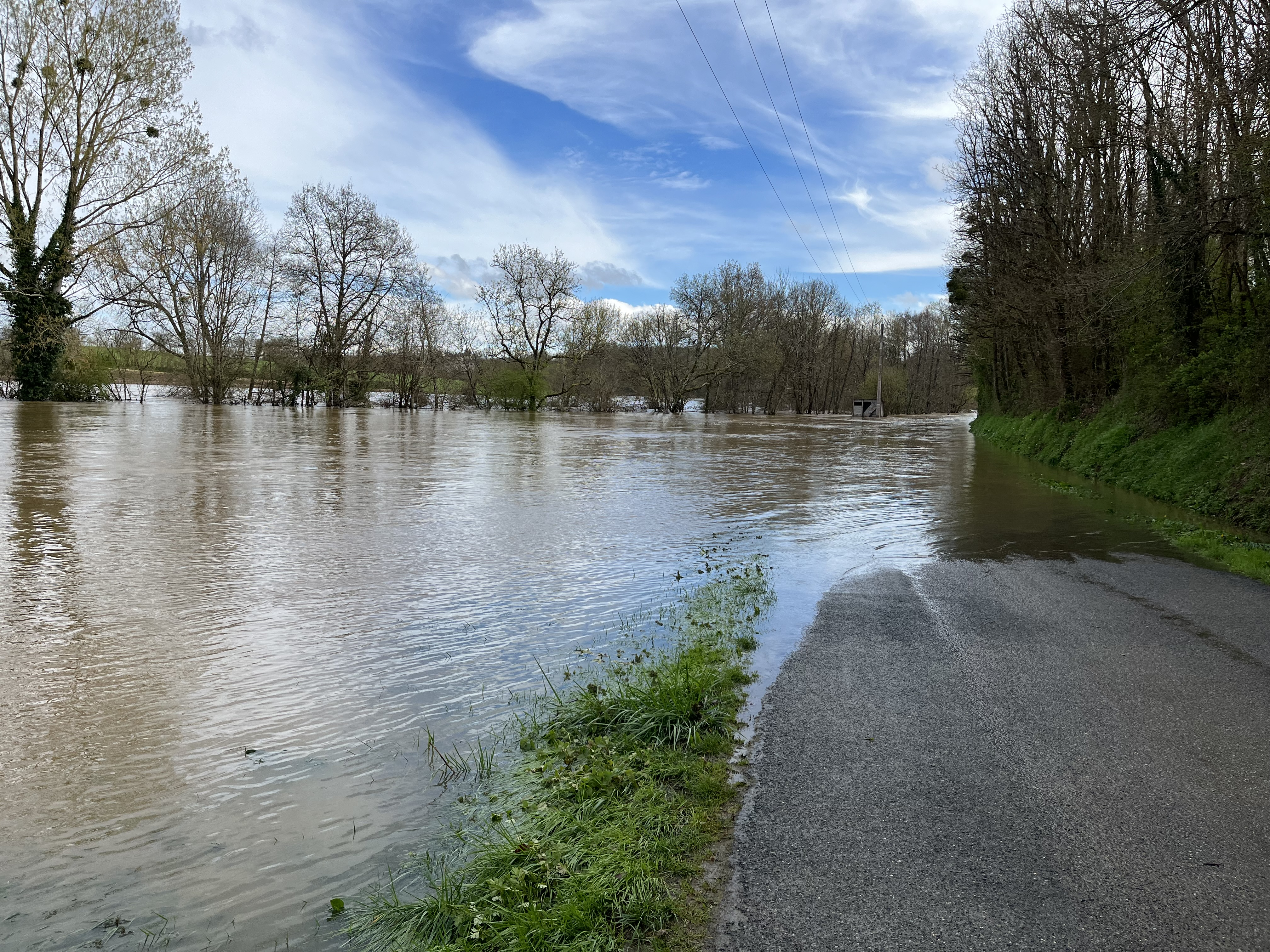
Bélâbre.
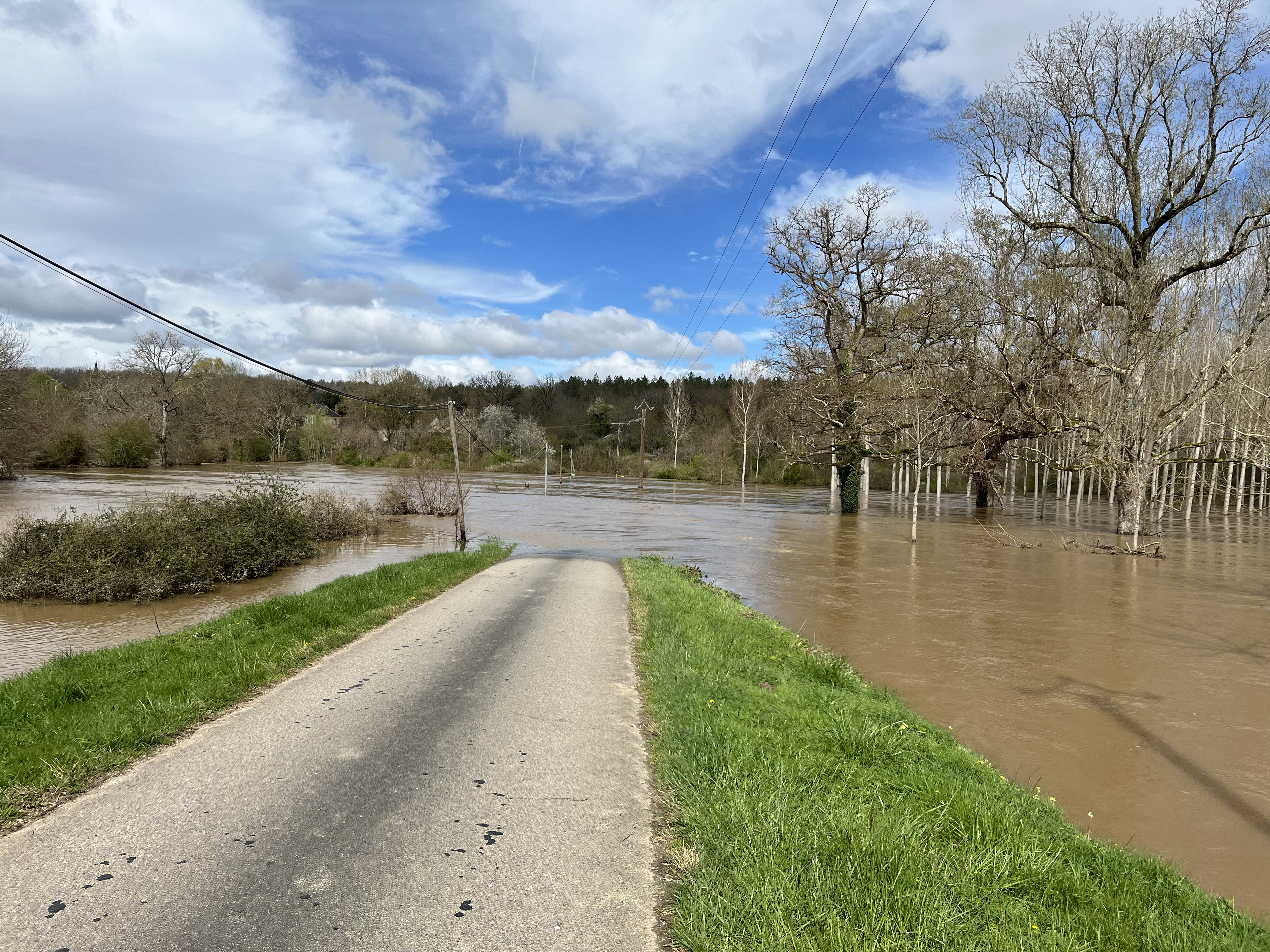
Chalais.
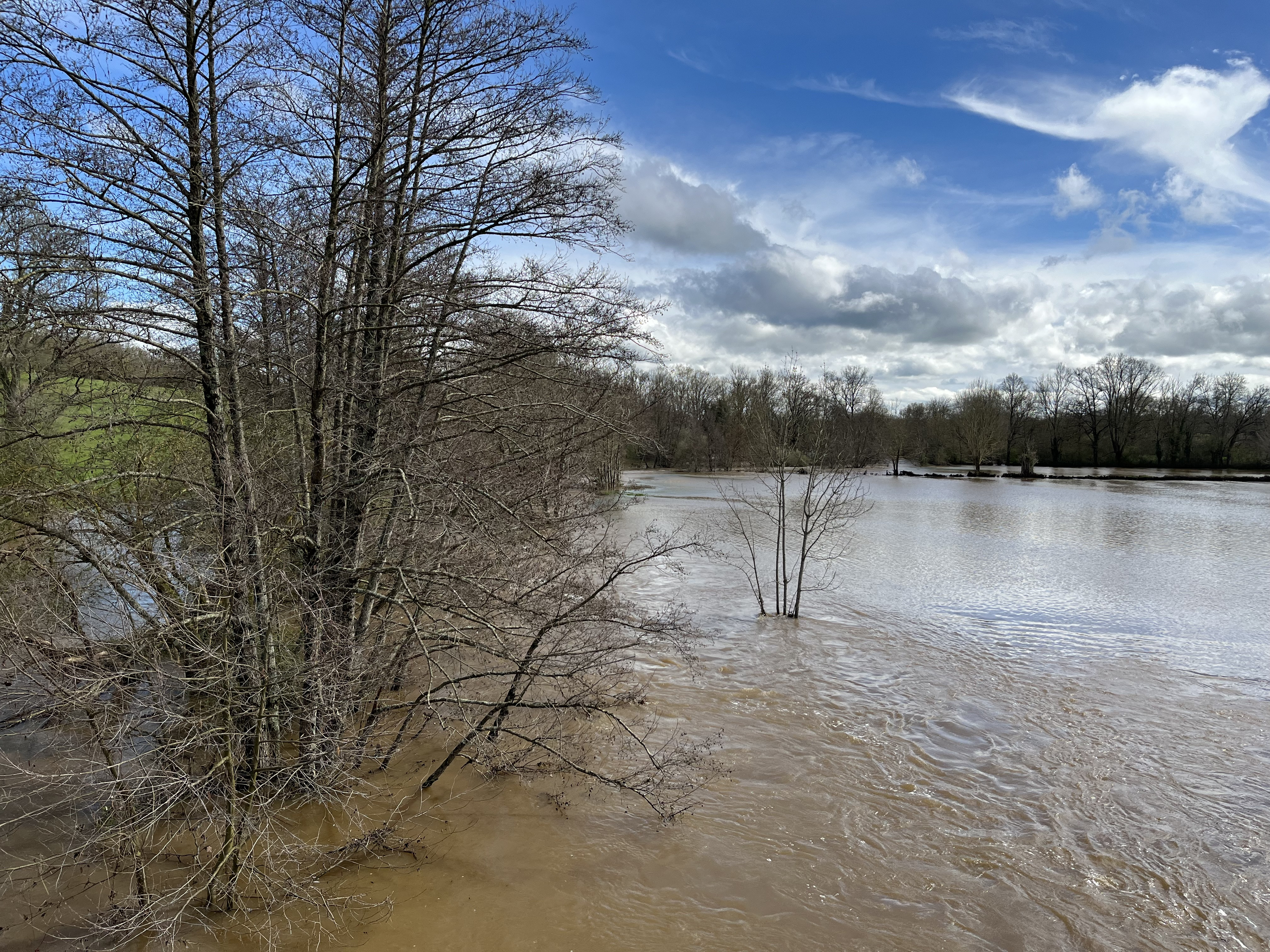
Dunet.
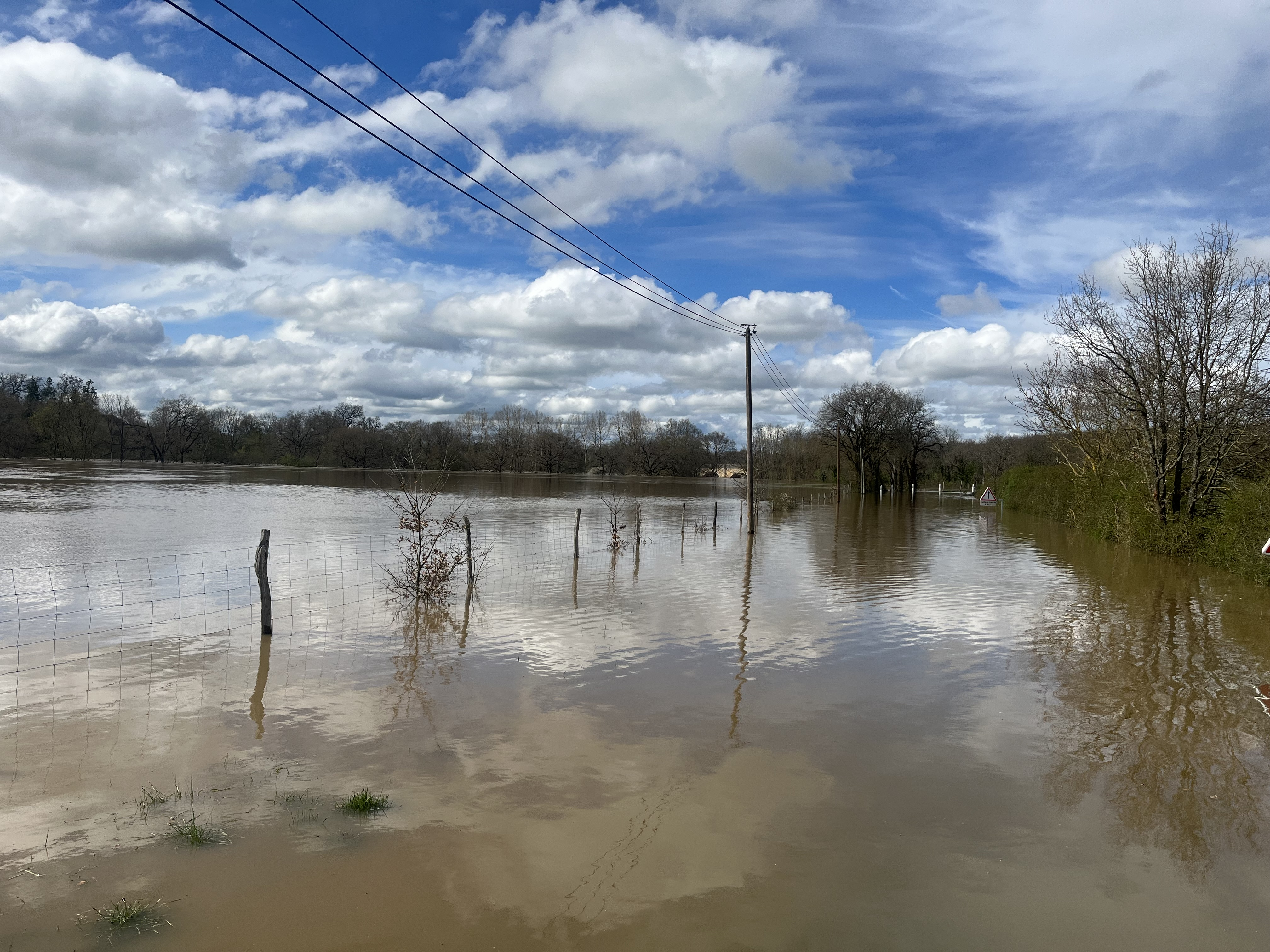
Ingrandes.
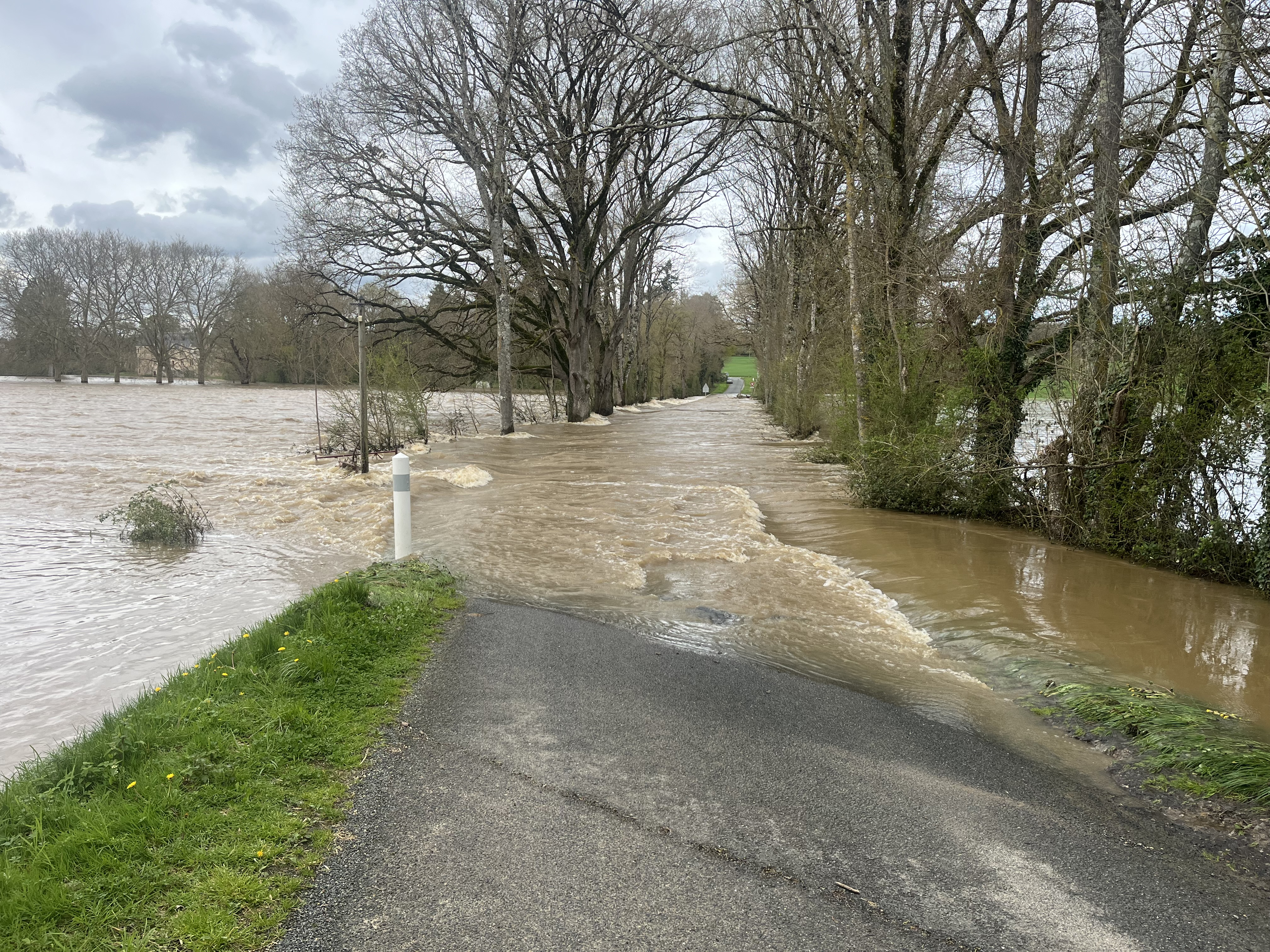
Mauvières.

## Histoire
La rivière a donné son hydronyme aux deux communes d'Angles-sur-l'Anglin et La Châtre-Langlin.
Le calcaire qui affleure dans la région s'est formé par accumulation de débris d'organismes marins à l'époque du Jurassique supérieur. Il s'agit d'un calcaire tendre à l'extraction (sous eau) qui durcit en séchant. Les carrières de pierres ont longtemps été exploitées dans la région et plus particulièrement le long de l'Anglin.

Rocher de la Dube
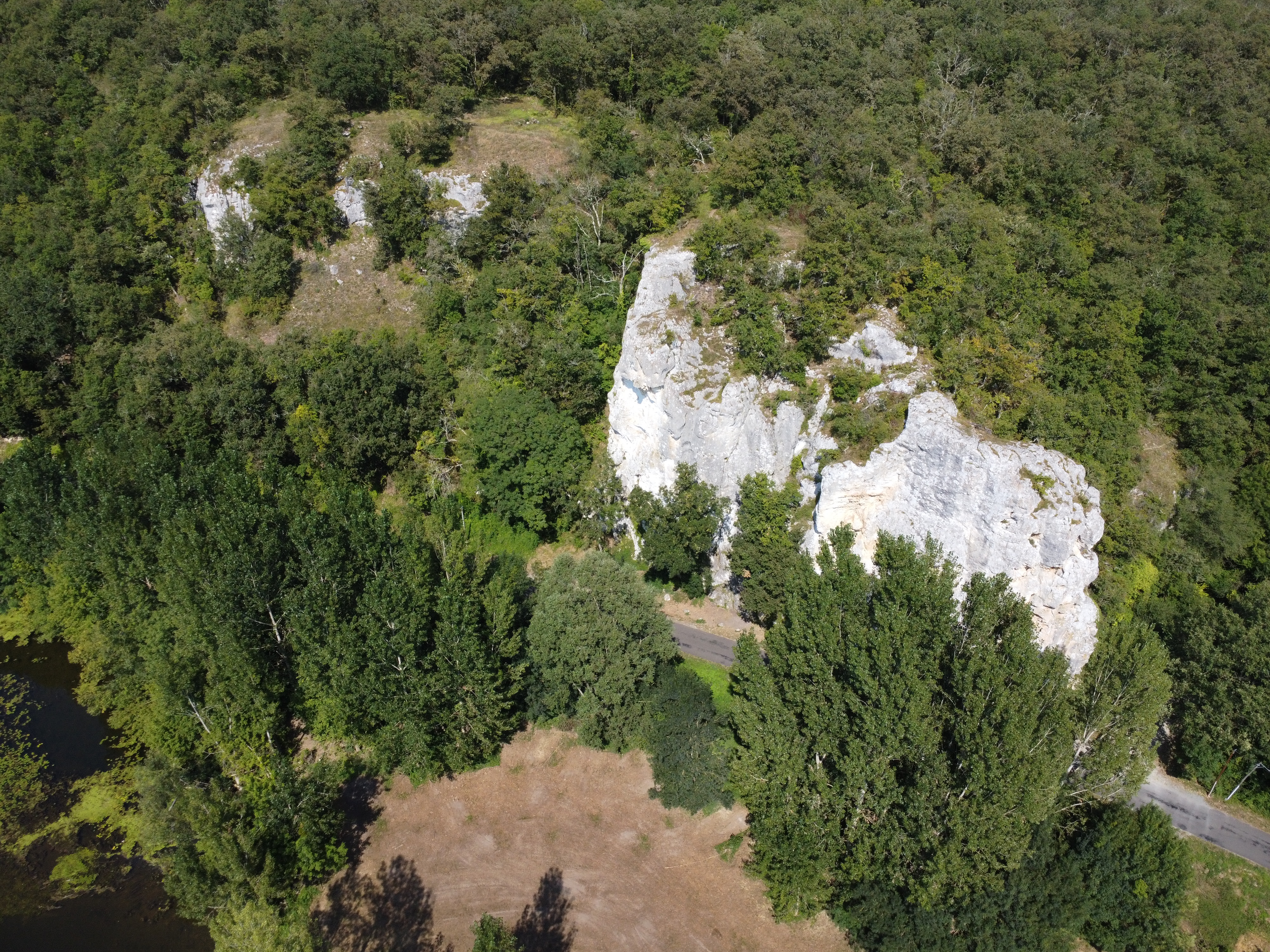
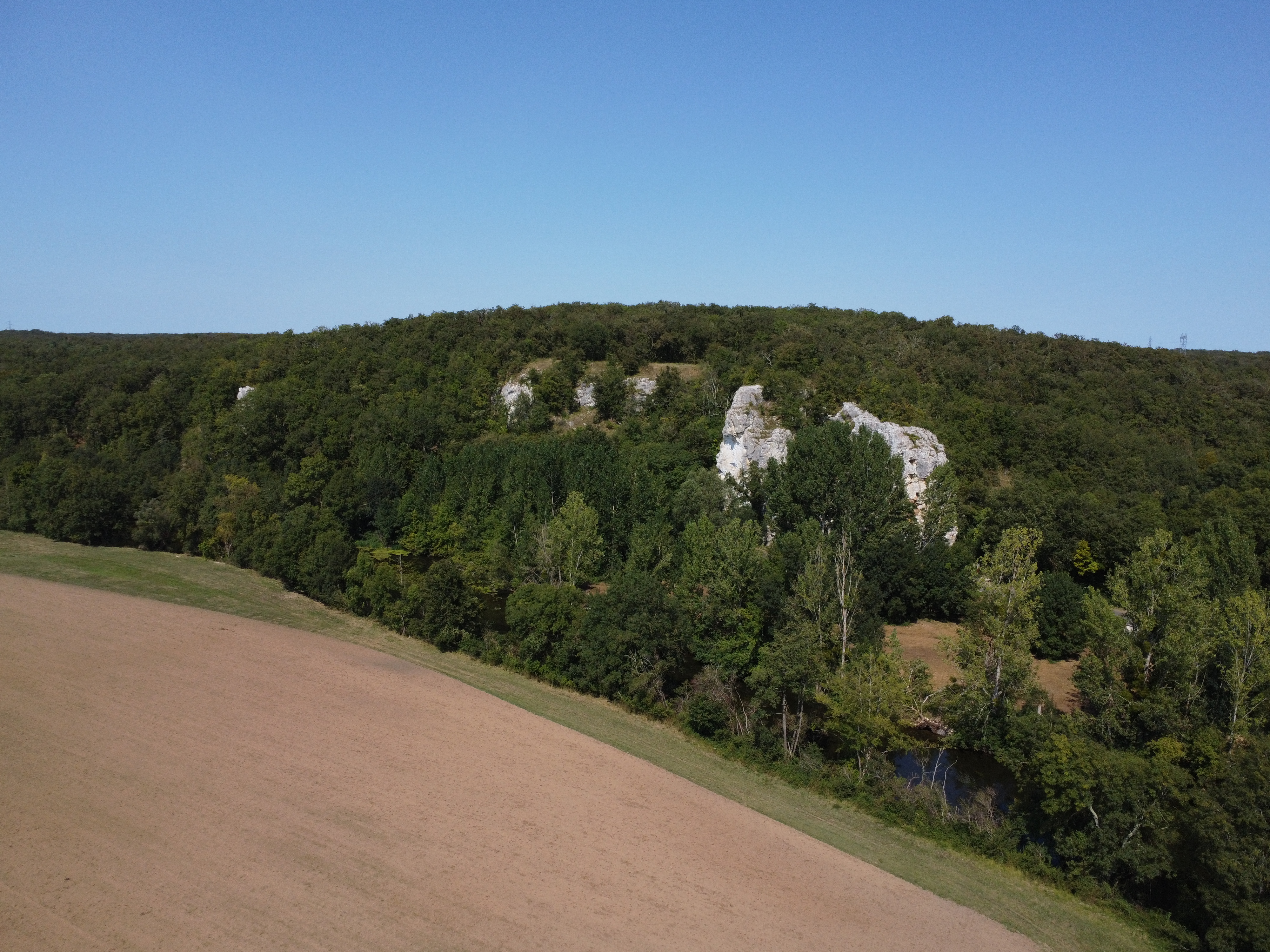
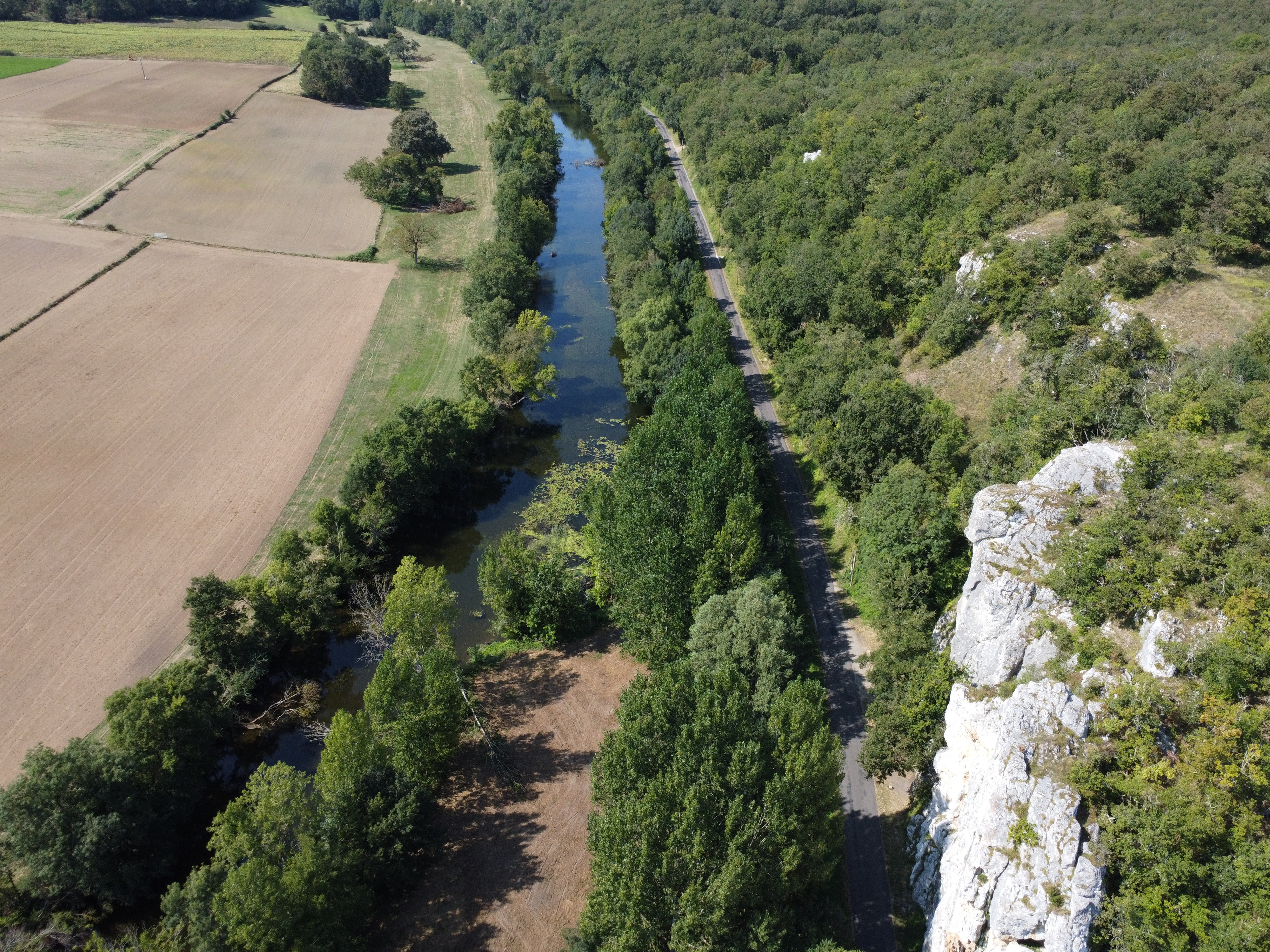

## Aménagements et écologie

### Activités économiques
- Canoë-kayak[réf. nécessaire]
- Plan d'eau de Bélâbre[17]

### Milieu naturel
L'Anglin de la confluence avec l'Abloux jusqu'à la confluence avec la Gartempe sont classés dans la liste 1 au titre de l'article L. 214-17 du code de l'environnement sur le bassin Loire-Bretagne. Du fait de ce classement, aucune autorisation ou concession ne peut être accordée pour la construction de nouveaux ouvrages s'ils constituent un obstacle à la continuité écologique et le renouvellement de la concession ou de l'autorisation des ouvrages existants est subordonné à des prescriptions permettant de maintenir le très bon état écologique des eaux.
Le cours d'eau est de première catégorie depuis sa source et jusqu'au confluent avec l'Allemette.
Il est de deuxième catégorie sur le reste de son parcours ; les poissons susceptibles d’être péchés sont : ablette, barbeau commun, black-bass à grande bouche, brème, brochet, carassin, gardon, goujon, perche, poisson-chat, rotengle, sandre, silure et tanche.